# Studentenverbindung

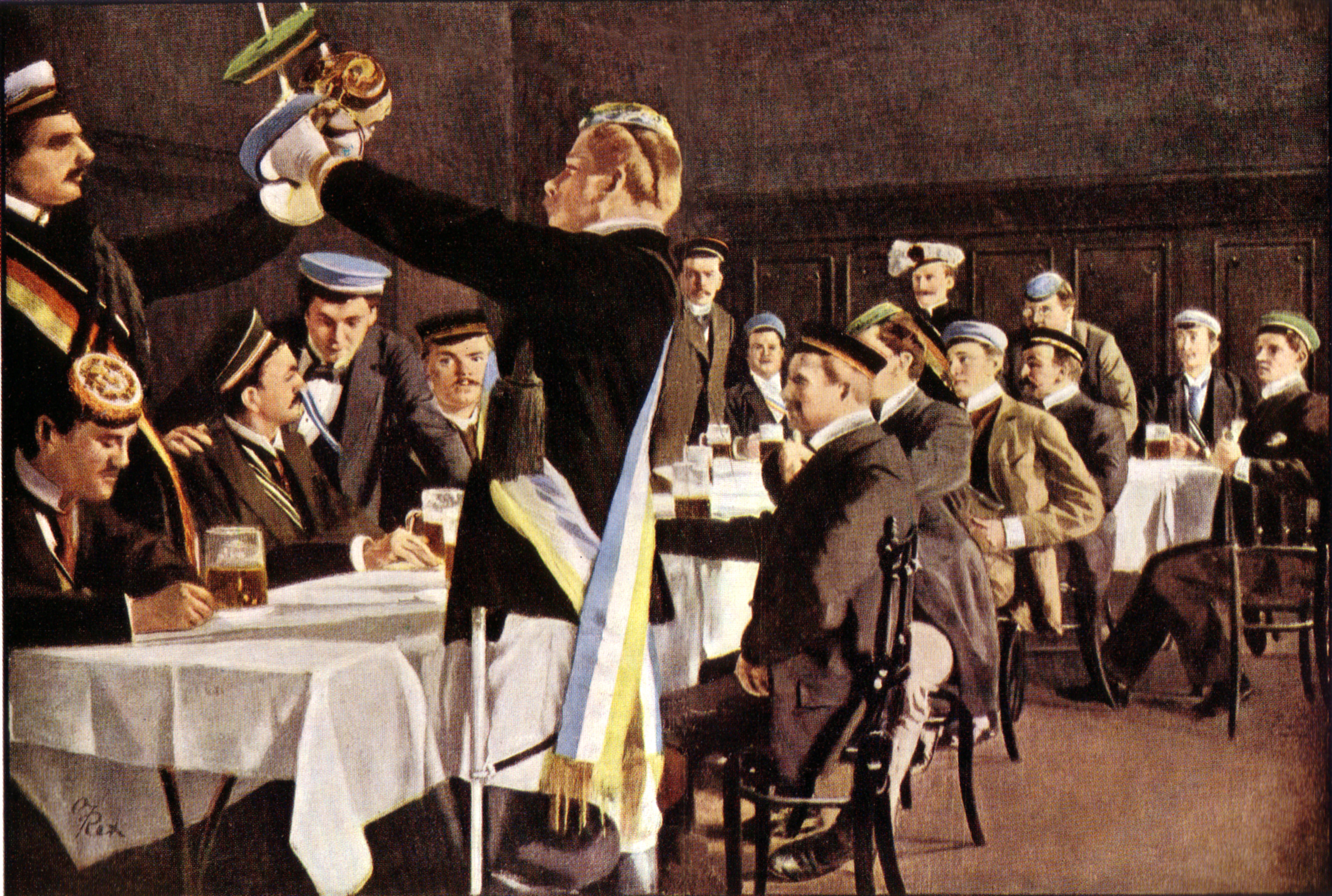
Landesvater der deutschen Studenten in Prag (1900)

Unter dem Begriff der Studentenverbindung oder Korporation wird im weitesten Sinne jede organisierte Form traditioneller studentischer Sozialisation verstanden, wie sie seit der frühen Neuzeit an europäischen Universitäten nachweisbar ist. Im engeren Sinne versteht man darunter einen im deutschen Sprachraum verbreiteten Verband von Studenten und Alumni einer Hochschule in Form einer Gesellschaft mit bruderschaftlichen und genossenschaftlichen Elementen, der Brauchtum und gewachsene Traditionen pflegt. In Deutschland sind weniger als ein Prozent aller Studierenden Mitglied in einer Studentenverbindung.
International bestehen heute über 1.600 Studentenverbindungen mit über 190.000 Mitgliedern nach deutschsprachigem Ursprung. In Deutschland gibt es insgesamt etwa 1000 Studentenverbindungen. Sie sind in rund 30 Korporationsverbänden organisiert und unterscheiden sich sehr stark voneinander. Gemeinsame Merkmale der Verbindungen im deutschsprachigen Raum sind der Convent und der Lebensbund. Lediglich Studentenverbindungen pflegen sogenannte studentische Kneipen. Traditionelle studentische Societäten außerhalb des deutschen Sprachraums pflegen teilweise ganz andere Traditionen. In Deutschland wurden Studentenverbindungen während der Zeit des Nationalsozialismus – teils freiwillig, teils unfreiwillig – gleichgeschaltet und größtenteils aufgelöst. Im Zuge der 68er-Bewegung erlitten Studentenverbindungen einen starken Ansehensverlust.

## Überblick

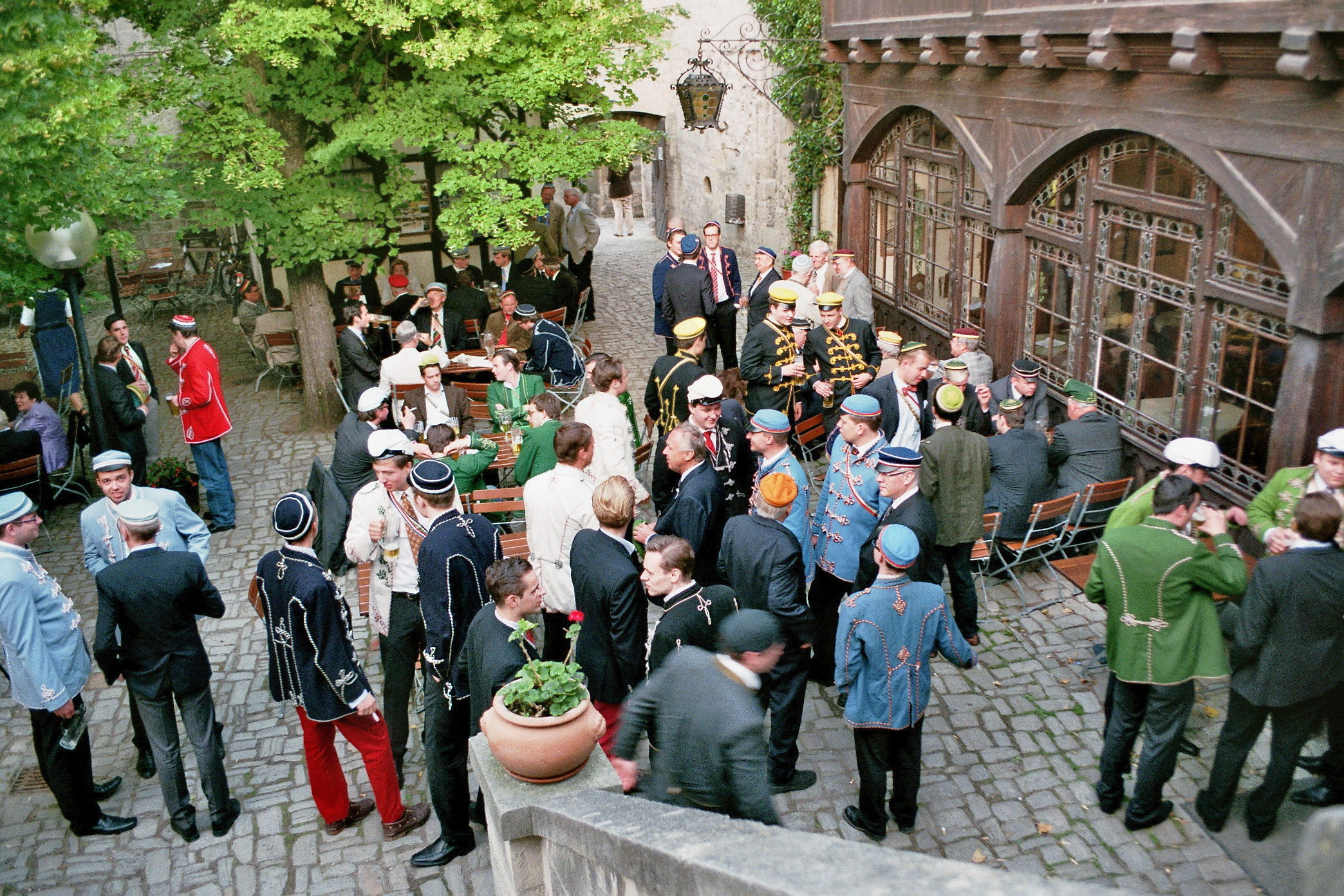
Kösener Corpsstudenten (2011)

In Studentenverbindungen gestalten Studenten ihre Studienzeit in einer organisierten Gemeinschaft, der aktive wie nicht aktive Mitglieder lebenslang verbunden bleiben. Zudem ist das Conventsprinzip, ein Organisationskonzept geprägt von Autonomie und basisdemokratischer Entscheidungsfindung, eine wichtige Gemeinsamkeit aller studentischen Korporationen.
In Deutschland sind Studentenverbindungen in der Regel in der Rechtsform des nicht eingetragenen Vereins organisiert. So gibt es etliche Studentenverbindungen, die vom Namen her zwar Vereine sind, trotzdem aber zu den Studentenverbindungen gezählt werden. Neben dem Lebensbundprinzip und dem Conventsprinzip ist auch das Vorhandensein von Comments – traditionellen Regelwerken für verschiedene Bereiche des Zusammenlebens – ein wichtiges Merkmal zur Unterscheidung zwischen Studentenverbindungen und -vereinen.
Ein Ziel des Lebensbundes ist es, Kontakte und Freundschaften zwischen den Generationen zu ermöglichen, die der Vernetzung dienen. Bei den meisten Verbindungen duzen sich alle Mitglieder unabhängig von ihrem Alter und beruflichen Status ohne besondere Vereinbarung von dem Moment an, in dem ein Student als „Fuchs“ der Verbindung beitritt. Studentische Verbindungen stellen ein äußerst einflussreiches und weit verzweigtes Netzwerk dar, welches es den
Mitgliedern ermöglichen soll, Unterstützung zu erfahren und beruflich schnell aufzusteigen. Das Lebensbundprinzip, d. h. die lebenslange Mitgliedschaft, trägt dabei maßgeblich dazu bei, dass solche Netzwerke von beständiger Dauer sind.
Vor dem Erreichen des ersten akademischen Abschlusses sind studentische Mitglieder Teil der Aktivitas. Diese organisiert in der Regel im Rahmen ihres Semesterprogramms selbstverantwortlich Veranstaltungen: wissenschaftliche Weiterbildungen (Studium generale), Feste und Feiern, je nach Ausrichtung aber auch sportliche und musische Aktivitäten in der Freizeit, bzw. allgemein die Pflege des gesellschaftlichen Lebens, dazu gehört auch die Pflege von Studentenliedern.

Bei vielen traditionsorientierten Verbindungen ist das akademische Fechten, die Mensur, ein fester Bestandteil ihres Gemeinschaftslebens. Diese schlagenden Verbindungen erwarten die Ausübung der Mensur entweder von jedem Mitglied (pflichtschlagend) oder stellen sie ihm frei (fakultativ schlagend). Die Mehrzahl der deutschen Verbindungen ist heutzutage nichtschlagend.
Nach dem Studium folgt die Philistrierung: Fortan ist man in der Korporiertensprache „Alter Herr“ oder „Alte oder Hohe Dame“ und gehört zu einer eigenen, von der Aktivitas verschiedenen, Organisationsstruktur: dem Philisterium. Dieses unterstützt aus seinen Mitgliedsbeiträgen unter anderem die Verbindung finanziell; es hat in der Regel die Rechtsform eines eingetragenen Vereins (e. V.).
Das Brauchtum vieler Verbindungen entstand oft vor dem 19. Jahrhundert und stammt großenteils aus einer besonderen studentischen Kultur und Lebensweise, die seit dem Mittelalter bis in die erste Hälfte des 19. Jahrhunderts für alle Studenten üblich war. Ab etwa 1850 entwickelte sich daraus die Kultur der Studentenverbindungen, in der alte, in weiten Teilen der Studentenschaft vergessene ausgeprägte Traditionen konserviert wurden. Dazu gehört bei vielen Verbindungen das Tragen von Farben, dem sogenannten Couleur, in Form von Studentenmützen oder Bändern. Andere tragen diese nicht, sondern führen bei Zusammenkünften nur ihre farbigen Studentenwappen und Fahnen mit (farbenführend im Gegensatz zu farbentragend). Wieder andere verzichten selbst darauf (schwarze Verbindungen). Im frühen 20. Jahrhundert führte die Jugendbewegung zu Erneuerungsbestrebungen auch im Verbindungsleben. Sprachliche Besonderheiten der Burschensprache haben teilweise auch den Weg in den Mainstream gefunden, manche sind bis heute auf den internen Gebrauch beschränkt. Die meisten Verbindungen nehmen traditionell nur Männer auf. 1899 wurden die ersten Damenverbindungen gegründet, die nach 1945 aber allesamt nicht wieder Fuß fassen konnten. Um das Jahr 1970 wurden die ersten bis dahin rein männlichen Verbindungen durch die Aufnahme von Frauen in „gemischte Verbindungen“ umgewandelt. Erst seit den 1980er Jahren gibt es auch wieder rein weibliche Studentenverbindungen; ihre Zahl hat seit 2000 stark zugenommen.
Ihre weiteste Verbreitung fanden Studentenverbindungen zur Zeit des deutschen Kaiserreiches, wo in größeren Universitätsstädten wie Berlin 25 % aller Studenten, in kleinen Universitätsstädten wie Bonn bis zu 60 % aller Studenten in Verbindungen organisiert waren.
Etwa 10 bis 15 % der deutschen Studentenverbindungen, vor allem Burschenschaften, halten auf ihren Häusern Veranstaltungen zur politischen Bildung ab. Im Mittelpunkt stehen hierbei vor allem Fragen der deutschen Einheit, des deutschen Volkstums, der deutschen Nation und der Freiheit. Bei österreichischen Verbindungen (hauptsächlich katholischen) wird über die Republik Österreich in der Europäischen Union diskutiert.
1984 gehörten in der Bundesrepublik Deutschland etwa 2 bis 3 % aller Studenten einer Verbindung an. Damals bezeichneten sich etwa 170.000 bis 200.000 studierende oder berufstätige Personen in Westdeutschland und Österreich als „Verbindungsstudenten“. Die Hochschulorte mit den meisten aktiven Verbindungen in Deutschland sind München (84 Verbindungen), Berlin (63), Bonn (51), Göttingen (42) und Aachen (42), in Österreich sind das Wien (118), Graz (43) und Innsbruck (42), in der Schweiz Zürich (26), Genf (20) und St. Gallen (18).

## Verbindungsarten
| Verbindungsform                                       | Ausprägung      | Dachverbände                                                    | Anzahl der Verbindungen (ohne freie Verbindungen) |
| ----------------------------------------------------- | --------------- | --------------------------------------------------------------- | ------------------------------------------------- |
| Katholische Studentenverbindungen                     | ft/ff, ns       | CV, ÖCV, KV, ÖKV, UV, RKDB, TCV, StV, KÖL, historisch: KDV, SKV | 402                                               |
| Corps                                                 | ft, ps          | KSCV, WSC, historisch: RSC, NSC, HPSCV                          | 161                                               |
| nichtkonfessionelle Burschenschaften                  | ft, ps/fs       | DB, DBÖ, ADB, CDC, NeueDB, SK, SB                               | 158                                               |
| nichtkonfessionelle Landsmannschaften                 | ft, ps          | CC, ÖLTC                                                        | 73                                                |
| Damenverbindungen                                     | ft/ff, ns       | VCS, VfM, NdK, teilweise organisiert in SV, SB, UV              | 143                                               |
| Christliche Studentenverbindungen                     | meist ft, ns    | SB, WB, WK                                                      | 61                                                |
| Sängerschaften und Akademische Musikverbindungen      | ft/ff, fs/ns    | DS, SV                                                          | 44                                                |
| Akademische Turnverbindung bzw. akad. Turnvereine     | ff, ns          | ATB, ATBÖ                                                       | 41                                                |
| Vereine Deutscher Studenten                           | ff, ns          | VVDSt                                                           | 40                                                |
| Turnerschaften                                        | ft, ps/fs       | CC, MK                                                          | 34                                                |
| Ferialverbindungen (an Orten ohne eigene Universität) | ft, ps/ns       | VkF, WK, historisch: FDC, VsaH                                  | 34                                                |
| Jagdverbindungen                                      | ft, ps/fs       | WJSC, KAJC                                                      | 17                                                |
| Schwarze Verbindungen                                 | ff, schw, fs/ns | MR, MWR                                                         | 9                                                 |

Legende:
1. ↑  ft = farbentragend; ff = farbenführend (also nicht farbentragend); schw = schwarz (hat keine Farben); ps = pflichtschlagend; fs = fakultativ schlagend; ns = nichtschlagend

Darüber hinaus gibt es Studentische Forstverbindungen und Nautische Kameradschaften sowie Verbindungen, die in die obigen Kategorien nur bedingt eingeordnet werden können, zum Beispiel die Verbindungen des Deutschen Wissenschafter-Verbandes, die Hütte in Berlin, Stuttgart und Karlsruhe, eine akademische Fliegerschaft, Segler- und Sportverbindungen, eine katholisch-bayerische Verbindung und weitere.
All diese Verbindungsarten unterscheiden sich beträchtlich durch ihre Prinzipien, ihre Geschichte und spezifischen Gebräuche. Trotz der Vielfalt treten bestimmte Formen besonders häufig auf, die in der beigefügten Tabelle benannt sind. Diese enthält jedoch nicht alle Verbände und keine verbandsfreien Verbindungen. In der Liste der Korporationsverbände findet man ferner die erloschenen und heute noch aktiven Verbände und Dachverbände.
Von den 1880er Jahren bis 1933 (Deutsches Reich) bzw. 1938 (Österreich) existierten auch jüdische Studentenverbindungen, die als Reaktion auf zunehmende antisemitische Ausgrenzungsversuche seitens der bestehenden Studentenverbindungen gegründet wurden. Vorher konnten Juden in den meisten Verbindungen problemlos Mitglied werden. Prinzipienbedingte Ausnahmen galten für die christlichen Studentenverbindungen. Nach dem Ende der Zeit des Nationalsozialismus kam es zu keinen Wiedergründungen. Heute werden jüdische, aber auch muslimische Studenten regulär Mitglieder in praktisch allen Studentenverbindungen, sofern diese nicht speziell christlich ausgerichtet sind.
Über 120 Korporationen, also gut 10 % aller Verbindungen, haben seit den späten sechziger Jahren die Geschlechtertrennung aufgehoben. Es gibt sportlich, religiös, kulturell oder musisch ausgerichtete gemischte Studentenverbindungen (beispielsweise im Akademischen Turnerbund (ATB), im Sondershäuser Verband und im Schwarzburgbund sowie im Miltenberg-Wernigeroder Ring (MWR)), in denen Männer und Frauen gleichberechtigte Mitglieder stellen. Im katholisch ausgerichteten Unitasverband können nur reine Damenverbindungen und reine Männerverbindungen Mitglied werden.

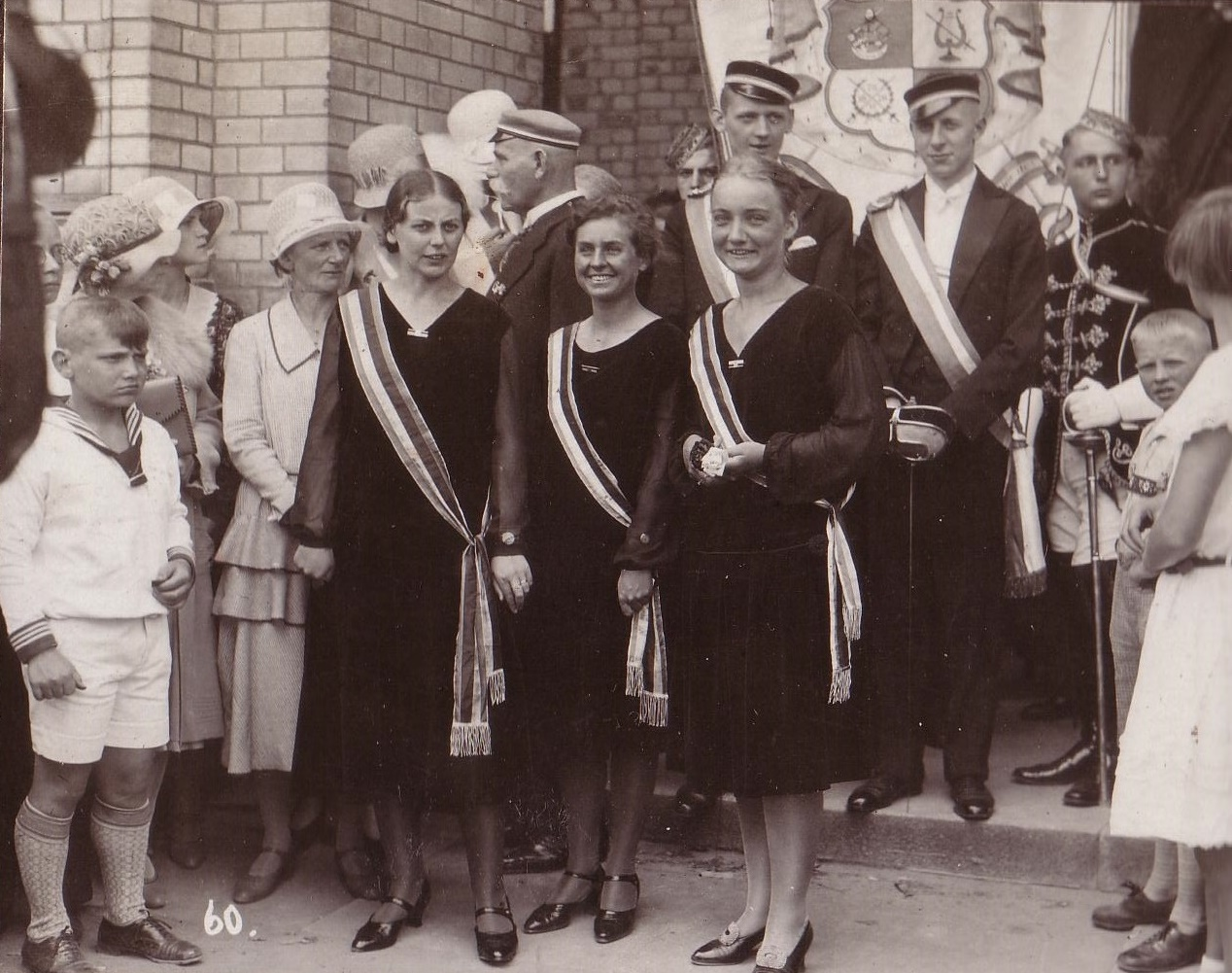
Chargierte der Damenverbindung Regiomontana Königsberg (1930)

Seit 1975 wurden zahlreiche Damenverbindungen neu gegründet, da den Damenverbindungen aus Kaiserzeit und Weimarer Republik eine Neugründung nach dem Krieg nicht gelang. Mittlerweile gibt es alleine in Deutschland über 50 aktive Damenverbindungen. Bundesweite Dachverbände wurden bisher nicht gebildet, allerdings haben sich einige Damenverbindungen den bestehenden Dachverbänden Unitasverband, Sondershäuser Verband und Schwarzburgbund angeschlossen. In Österreich existieren derzeit reine Zusammenschlüsse von Damenverbindungen. Seit 2017 existiert auch in Deutschland ein reiner Zusammenschluss von Damenverbindungen (Norddeutsche Kartell weiblicher Korporationen (NdK)).
Die Mehrzahl der Studentenverbindungen, in Deutschland etwa 85 %, nehmen nach wie vor nur Männer auf. Meist ist es aber so, dass weibliche Gäste bei diesen Verbindungen im Alltag oder auch auf Veranstaltungen präsent sind.

## Aktivitas und Conventsprinzip
Eine Verbindung gliedert sich in studierende und berufstätige Mitglieder. Die studierenden Mitglieder sind in der Aktivitas organisiert. Sie ist meist als nicht eingetragener Verein organisiert, der nicht rechtsfähig ist. Die Aktivitas besteht aus den Aktiven und den Inaktiven (bekleiden keine offiziellen Ämter mehr und unterliegen nur noch einer eingeschränkten Anwesenheitspflicht). Sie treffen ihre Entscheidungen in Conventen. Die Aktiven wählen dort aus ihren Reihen in jedem Semester einen mindestens dreiköpfigen Vorstand (oft auch: Chargia, Chargenconvent, Chargenkabinett). Diese Chargierten bekleiden die Chargen: Vorsitzender (auch: Sprecher, Senior), den Fechtverantwortlichen (auch Fechtwart, 2. Sprecher oder auch Consenior) und den Kassenwart (auch Aktuar oder Sekretär, oder auf zwei Aktive verteilt Quästor, Scriptor; Kassier, Schriftführer). Hinzu kommt ein Fuchsmajor (FM), der für die Neulinge (Füchse) verantwortlich ist und der auch ein Inaktiver sein kann. Alle Amtsinhaber können jederzeit abgewählt werden.
Aus historischen Gründen sehen die Convente für sich auch eine Art Aufsichtspflicht für ihre Mitglieder (siehe Comment), die bei Verstößen gegen gemeinsam und demokratisch festgesetzte Regeln Bestrafungen vorsieht. Dazu gehören geringfügige Geldstrafen in die Gemeinschaftskasse (Beireitungen, Frequenzen, Beifuhren, Poen, Pönale), aber auch protokollarische Strafen (Verweise) sowie den zeitweiligen oder endgültigen Ausschluss aus der Verbindung (Dimission). Das Conventsprinzip wird heute häufig mit dem jüngeren Begriff Basisdemokratie umschrieben.
Besonders in großen Dachverbänden ist es üblich, dass einzelne Verbindungen mit mehreren Verbindungen an jeweils anderen Studienorten befreundete Verhältnisse abschließen – durchaus schriftlich mit Vertrag. So erhalten die Aktiven die Gelegenheit, bei gegenseitigen Besuchen andere Universitätsstädte in anderen geographischen Regionen kennenzulernen und ihren Horizont zu erweitern. Viele Arten von Verbindungen erlauben ihren Mitgliedern, nach Studienortwechseln bei anderen Verbindungen (in der Regel desselben Dachverbandes, vorzugsweise bei befreundeten Verbindungen) weitere Mitgliedschaften einzugehen. Bei farbentragenden Verbindungen werden dann lebenslang die Couleur-Bänder gleichzeitig getragen (Zweifarbenbruder, Zweibändermann, Mehrbänderleute). Einige Verbindungen (Lebenscorps) schließen weitere Mitgliedschaften grundsätzlich aus.
Aufgrund ihres Selbstverständnisses als selbstverwaltete studentische Zusammenschlüsse sehen sich die Convente der Studentenverbindungen als autonom an. Sie betrachten sich als unabhängig von staatlichen und universitären Autoritäten, von Parteien und anderen politischen oder gesellschaftlichen Gruppen. Das hat in der Geschichte auch zu Konflikten mit dem Staat geführt. So waren die Verbindungen im Zuge der Karlsbader Beschlüsse von 1819 bis 1848 verboten, ebenso ab 1935 in der Zeit des Nationalsozialismus und in der Deutschen Demokratischen Republik.
Die meisten Verbindungen verfügen über ein Korporationshaus oder eine Wohnung. Die übrigen treffen sich in öffentlichen oder gemieteten Versammlungsräumen (in Deutschland Konstante, in Österreich Studentenbude genannt). Der Erwerb und der Betrieb der Immobilien wird von den Alten Herren finanziert, was niedrige Mieten für Studentenzimmer ermöglicht.

## Fuchsenzeit und Burschenzeit

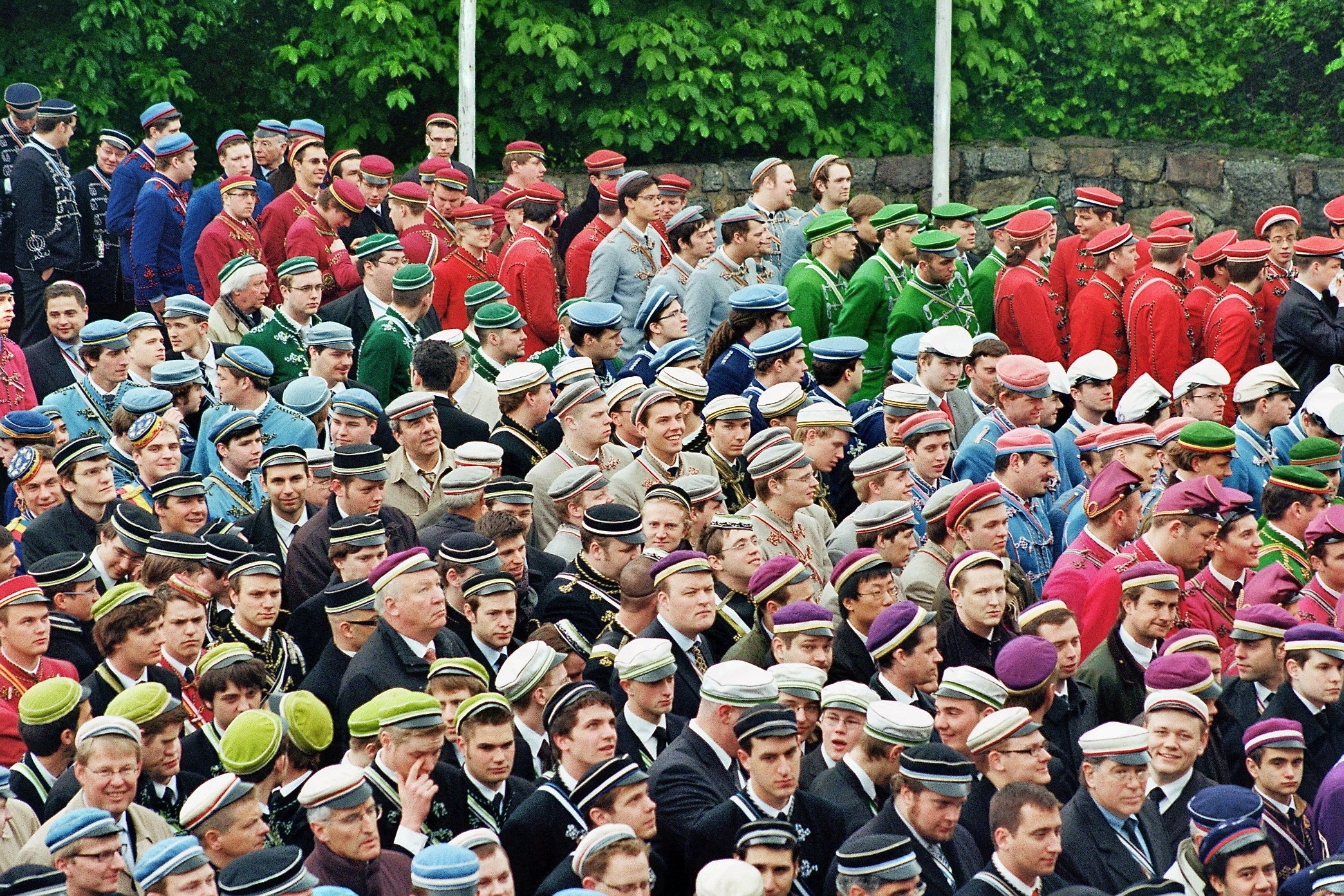
Aktive Corpsstudenten auf der Weinheimtagung 2010

Personen, die einer Verbindung beitreten möchten, werden bis zum Eintritt oft „Spefüchse“ (von lat. spes: Hoffnung) genannt. Beim Eintritt in eine Verbindung macht der Student oder die Studentin eine Probezeit durch. Als Fuchs oder Fux bezeichnet, kann er/sie die Verbindung mit weniger Rechten, aber auch weniger Pflichten unverbindlich kennenlernen. Er/sie wird mit den Traditionen und Werten der Verbindung vertraut gemacht und lernt befreundete Verbindungen kennen. Das dauert im Regelfall ein bis zwei Semester und endet mit der Burschung. In manchen Dachverbänden wird sie Reception, Burschifikation oder Entfuxifizierung genannt. Damit wird man als Bursche oder Corpsbursche Vollmitglied. Im Progress spielte die Gleichberechtigung von Füchsen eine zentrale Rolle. Bei vielen gemischten Verbindungen wird „der Fuchs“ (oder Bursch) als nicht geschlechtsspezifischer Status (wenn nicht als Neutrum) betrachtet; deshalb werden auch Frauen „geburscht“.
Diese Vollmitglieder übernehmen die Hauptverantwortung des Aktivenlebens: Chargen und Ämter, Gastgeber bei Veranstaltungen und Leitung von Conventen. In dieser Zeit werden in „schlagenden“ Verbindungen die Mensuren gefochten. In lernintensiven Phasen kann der aktive Verbindungsstudent beurlaubt werden. Als Inaktiver kann er sich persönlichen Neigungen oder auch dem Studienabschluss widmen.

## Suspension/Vertagung
In der Regel benötigt eine Verbindung mindestens drei „aktive“ Mitglieder zur Aufrechterhaltung des aktiven Betriebs. Wenn diese Zahl unterschritten wird und durch Reaktivierung von Inaktiven nicht ausgeglichen werden kann, suspendiert, sistiert oder vertagt sich die Verbindung. Der aktive Betrieb wird eingestellt oder von den verbliebenen Aktiven in stark eingeschränktem Maß weiterbetrieben. Die Altherrenschaften bestehen weiter. Die Suspension reduziert im Regelfall die Pflichten gegenüber dem betreffenden Korporationsverband. Wenn wieder genügend Nachwuchs vorhanden ist, kann sich die Verbindung rekonstituieren, reaktivieren oder die Vertagung aufheben und den aktiven Betrieb wieder aufnehmen. Das ist manchmal noch nach jahrzehntelanger Suspension möglich. Es kommt dabei vor, dass in diesem Rahmen auch der Hochschulort gewechselt wird.

## Alte Herren und Lebensbund
Eines der wichtigsten gemeinsamen Prinzipien der Studentenverbindungen im deutschsprachigen Raum ist das Lebensbundprinzip. Das Lebensbundprinzip bedeutet eine lebenslange Verpflichtung, für alle Mitglieder der eigenen Verbindung einzustehen. Entgegen ursprünglichen Konzeptionen des Lebensbundes aus der Zeit um 1800 sind spätestens seit dem Inkrafttreten des BGB am 1. Januar 1900 jedoch auch freiwillige Austritte durch einseitige Erklärung des Austretenden möglich oder – bei schwerwiegendem Fehlverhalten – der zeitweilige oder endgültige Ausschluss aus der Verbindung auf Grundlage der Constitution.
Ehemalige Studenten heißen unabhängig von ihrem Lebensalter „Alter Herr“ bzw. „Alte Dame“ oder „Hohe Dame“. Sie bilden gemeinsam die Altherrenschaft bzw. das „Philisterium“. Dabei handelt es sich meist um eingetragene Vereine. Für die Aufnahme ist in der Regel ein Studienabschluss oder auch eine gesicherte Lebensstellung Voraussetzung, das heißt, der oder die Betreffende sollte eine feste Arbeitsstelle gefunden haben.
Alte Herren haben zwar aufgrund von Familie und Beruf weniger Zeit als die Aktiven, können den Bund aber finanziell unterstützen: durch Jahresbeitrag und Spenden, vor allem aber durch den Unterhalt des Korporationshauses. Besonders Engagierte können auch Ämter im Altherrenverband und im Dachverband übernehmen. Alte Herren und aktive Studenten treffen sich auf Veranstaltungen des eigenen Bundes, etwa beim Stiftungsfest oder bei Tagungen des jeweiligen Dachverbandes.

## Verbände
Die meisten Studentenverbindungen sind in Verbänden zusammengeschlossen, deren Zweck die gemeinsame Erreichung von festgelegten Zielen ist. Dazu gibt es verschiedene Arten: Manche Verbände sind lockere Zusammenschlüsse, die ihren Einzelverbindungen weitreichende Freiheiten lassen. Andere dienen hauptsächlich der Wahrung gemeinsamer, demokratisch festgelegter Prinzipien. Wieder andere verstehen sich als ein großer Bund mit Dependancen in verschiedenen Universitätsstädten. Daneben gibt es „verbandsfreie Verbindungen“, die keinem Verband angehören.
Einige deutsche Verbände haben sich wiederum zu Dachverbänden vereint: Der Convent Deutscher Korporationsverbände (CDK) umfasst die Aktivenverbände von 5 Korporationsverbänden und damit etwa 100 Studentenverbindungen mit etwa 1.300 Studenten. Im Convent Deutscher Akademikerverbände (CDA) finden sich die Altherrenschaften von 5 Korporationsverbänden, zusammen. Er vertritt etwa 100 Altherrenschaften mit etwa 7.000 Mitgliedern.
Zum christlichen Europäischen Kartellverband (EKV) gehören aus Deutschland die katholischen Korporationsverbände CV, KV, RKDB, TCV und der UV sowie Dachverbände aus Belgien (Flandern, KVSR), der Schweiz (StV), Österreich (ÖCV, ÖKV, KÖL, RKAB, VCS, MKV, VfM). Weitere Verbindungen aus Liechtenstein, Tschechien, Ungarn, Slowenien, Slowakei, Rumänien, Italien, Frankreich und Österreich sind in der Kurie der freien Vereinigungen zusammengefasst ebenfalls Mitglied des EKV.

## Kennzeichen
Studentenverbindungen verfügen traditionell über eine Anzahl an Accessoires, mit denen ihre Mitglieder sich öffentlich zur Mitgliedschaft bekennen.

### Farben

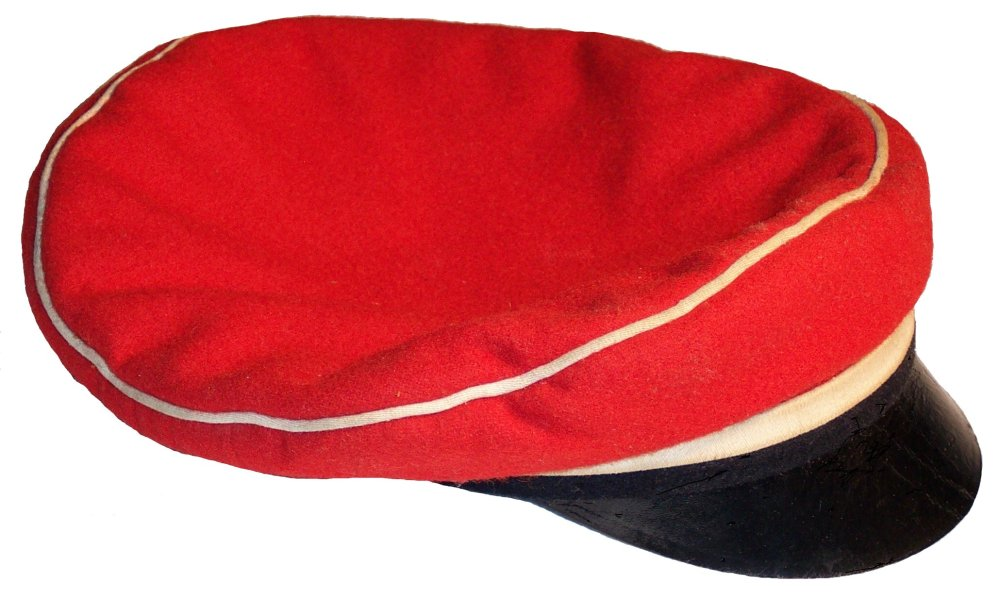
Mütze des Corps Hannovera Hannover

Als farbentragend werden Studentenverbindungen bezeichnet, deren Mitglieder (zumindest bei offiziellen Veranstaltungen) ein Band und eine Kopfbedeckung (Studentenmütze) in den Farben ihrer Verbindung (Couleur) tragen.
Die von vielen Burschenschaften, aber auch einigen anderen Verbindungstypen häufig getragene Farbkombination Schwarz-Rot-Gold ist historischer Ausdruck des Wunsches nach Einigung der deutschen Länder in einem demokratischen Staat und wurde erstmals 1815 von der Urburschenschaft verwendet.
Daneben existieren seit 1857 sogenannte farbenführende Verbindungen, deren Mitglieder kein Couleur tragen. Ihre Farben finden sich häufig in dem Wichs und in Couleurgegenständen wie den sogenannten Zipfeln. Manche nichtfarbentragende Verbindungen in Süddeutschland und in Österreich tragen zwar ein Band, aber keine Studentenmütze. Schwarze Studentenverbindungen tragen und führen keine Farben.

### Zirkel

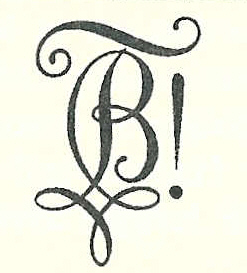
Zirkel des Corps Borussia Bonn

Der Zirkel ist eine monogrammartige Verschlingung von Buchstaben und enthält in der Regel die Anfangsbuchstaben des Verbindungsnamens und des Wahlspruchs der Verbindung. Oft sind die Buchstaben v, c und f enthalten, was sich aus lateinisch Vivat circulus fratrum („Es lebe der Kreis der Brüder“) bzw. Vivat, crescat, floreat („Es lebe, wachse, gedeihe“) zusammensetzt. Die Zirkel der heutigen Studentenverbindungen haben ihren Ursprung in kryptographischen Kürzeln, mit denen die Mitglieder der Studentenorden des 18. Jahrhunderts in schriftlichen Dokumenten ihre Ordenszugehörigkeit zum Ausdruck brachten.

### Wappen

Wappen der K.D.St.V. Franconia Aachen

Das Studentenwappen ist eine nicht streng den heraldischen Regeln folgende Form der Wappen und kam um das Jahr 1800 in Gebrauch. Oft wird der Schild in vier Felder geteilt, bei Burschenschaften meist durch ein Kreuz. Diese Felder werden mit verschiedenen nichtheraldischen Identitätssymbolen der Verbindung ausgefüllt, zum Beispiel mit den Farben der Verbindung, mit dem Bundeszeichen, dem Zirkel, mit Hinweisen auf die Universitätsstadt, aber auch mit regionalen heraldischen Elementen. Dazu kommen weitere Symbole für Freundschaft und Ewigkeit, die teils aus der Freimaurerei, teils direkt aus der Antike übernommen wurden.

### Farbenlied, Farbenstrophe
Als weiteres Zeichen der Zusammengehörigkeit haben farbenführende Verbindungen ein Bundeslied oder/und eine Farbenstrophe, die eine ähnliche Rolle spielt wie die jeweilige Nationalhymne für einen Staat. In einem Farbenlied werden meist die Verbindungsfarben gedeutet und Zusammengehörigkeit, Freundschaft und die lebenslange Treue der einzelnen Mitglieder zur Verbindung (Lebensbundprinzip) beschworen. Die Farbenstrophe ist bei Corps zumeist eine Zusatzstrophe zum Lied „So pünktlich zur Sekunde“. Katholische Verbindungen singen überwiegend ihre Farbenstrophe zur Melodie von „Wenn wir durch die Straßen ziehen“. Das Farbenlied bzw. die Farbenstrophe wird grundsätzlich im Stehen und häufig a cappella gesungen, meist zum Abschluss einer Kneipe oder eines Kommerses.

## Feiern

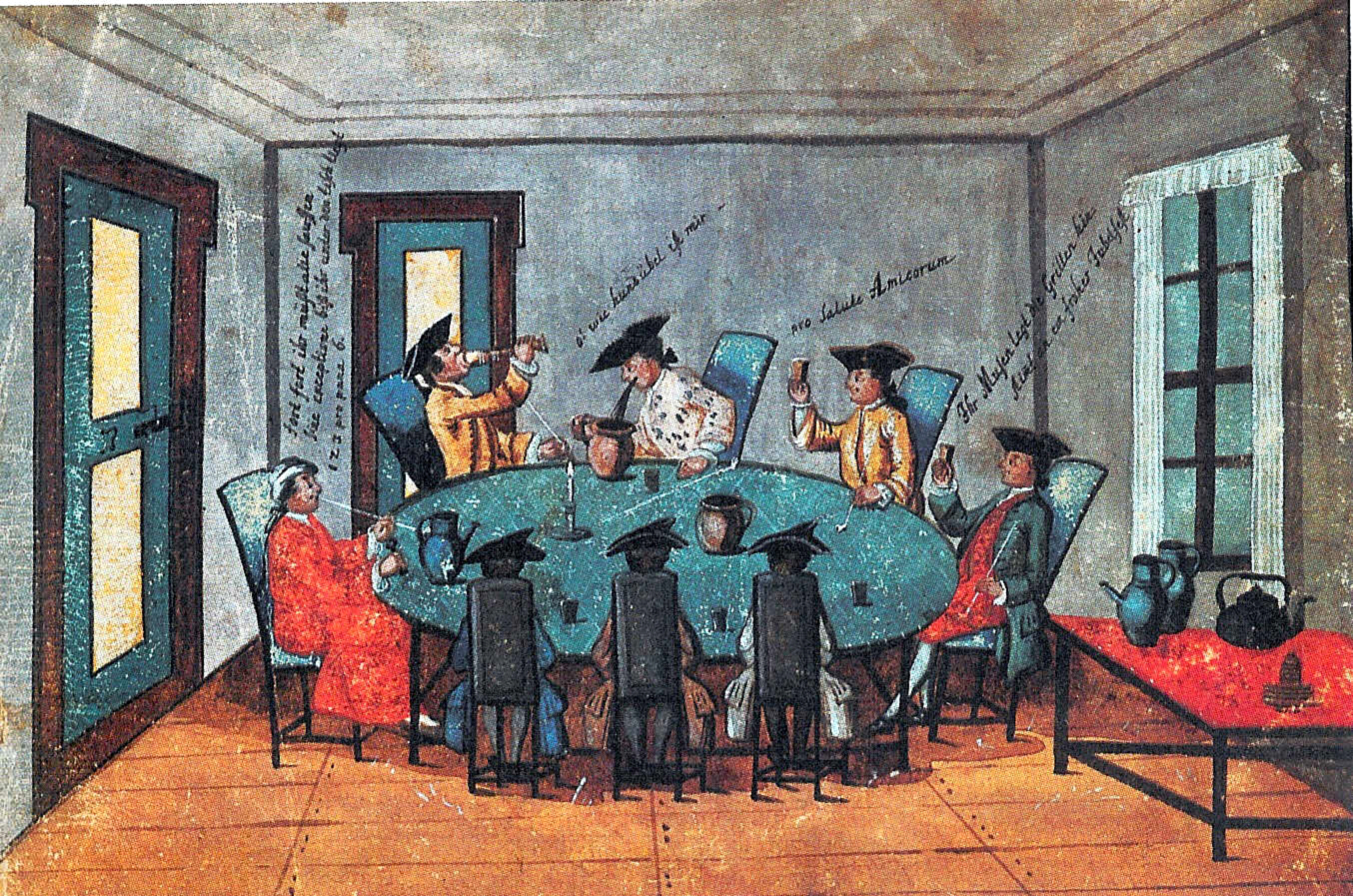
Studentisches „Hospitium“ in Jena, Stammbuchmalerei um 1750: Der Gastgeber (links im Hausmantel mit Hausschlüssel) lässt seine Gäste trinken, „biß ihr unter dem tisch liegt“.

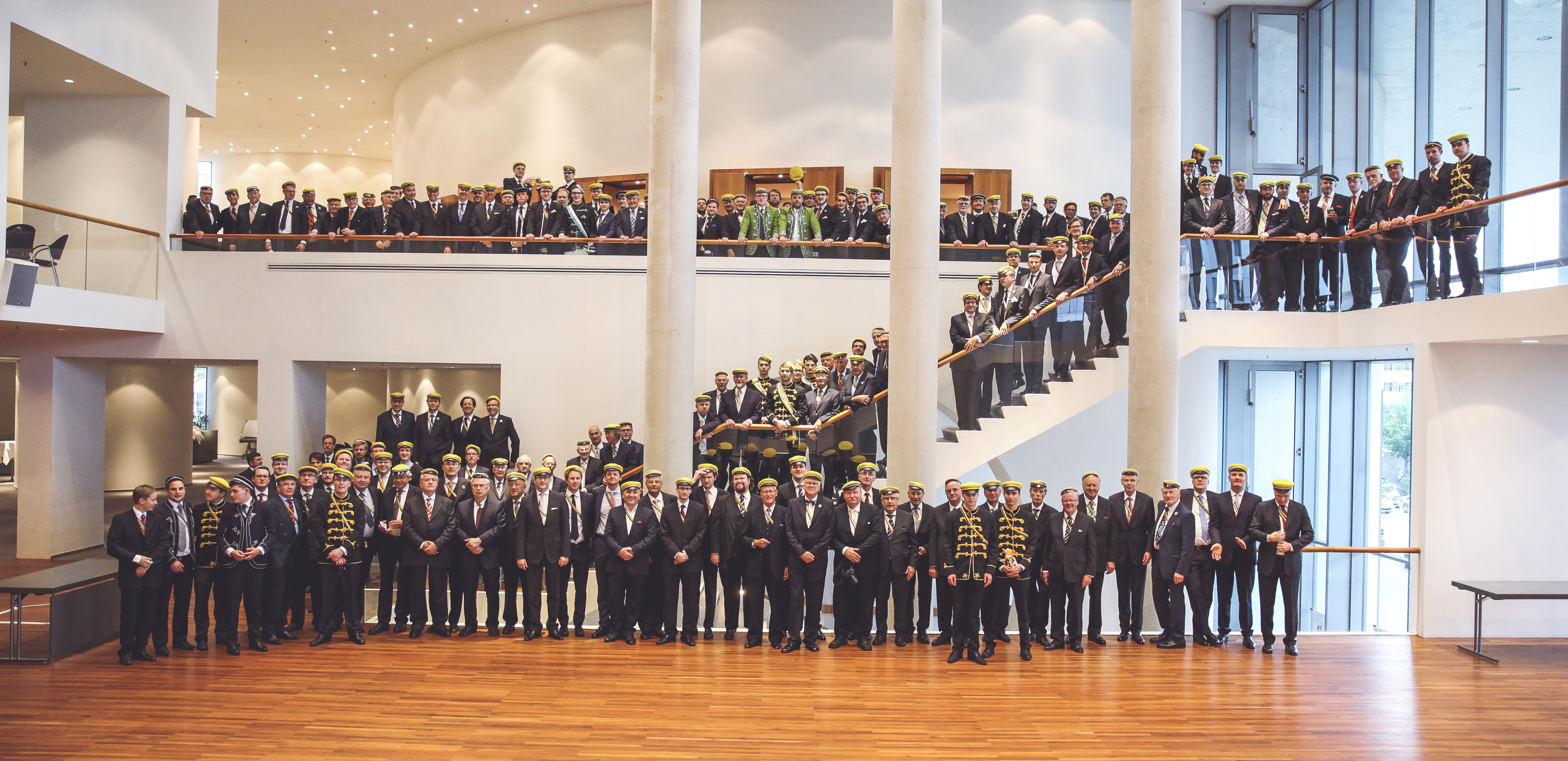
200. Stiftungsfest des Corps Suevia Freiburg

Verbindungen legen von jeher großen Wert auf gesellschaftliche Veranstaltungen und Feiern aller Art für ihre Mitglieder. Studenten lebten schon früher oft weit von ihren Familien entfernt und konnten ihre frei verfügbare Zeit selbstständiger gestalten und ohne elterliche Aufsicht mit ihren Vorlieben ausfüllen. Ein wichtiger Erwerbszweig in Universitätsstädten war daher schon immer die Gastronomie. Der alltägliche Konsum alkoholischer Getränke war für die meisten Studenten üblich und wurde im Laufe der Jahrhunderte zu einem beliebten Klischee in Literatur und (Volks-)Kunst. Im 19. Jahrhundert erschienen Bücher, die Rituale und Standards für den Bierkonsum enthielten und als Bierkomment bezeichnet werden. Viele dieser Rituale, wie der „Bierjunge“, der als Persiflage des studentischen Duells und der Mensur entstand, oder die „Bierstaffette“ beinhalten Wettbewerbselemente und das schnelle Trinken großer Mengen an Bier. In vielen Verbindungshäusern gibt es eigene Kotzbecken zum Erbrechen nach übermäßigem Alkoholkonsum.
Traditionelle Namen für spezielle studentische Veranstaltungsformen sind etwa „Kneipe“ und „Kommers“, aber auch heute in Vergessenheit geratene Begriffe wie „Hospicium“ oder „Kränzchen“. Essen, Trinken und Rauchen waren darin bis zum frühen 19. Jahrhundert gleich wichtig.
Heute hat fast jede Verbindung alle oder mehrere der folgenden Veranstaltungen in ihrem Semesterprogramm:

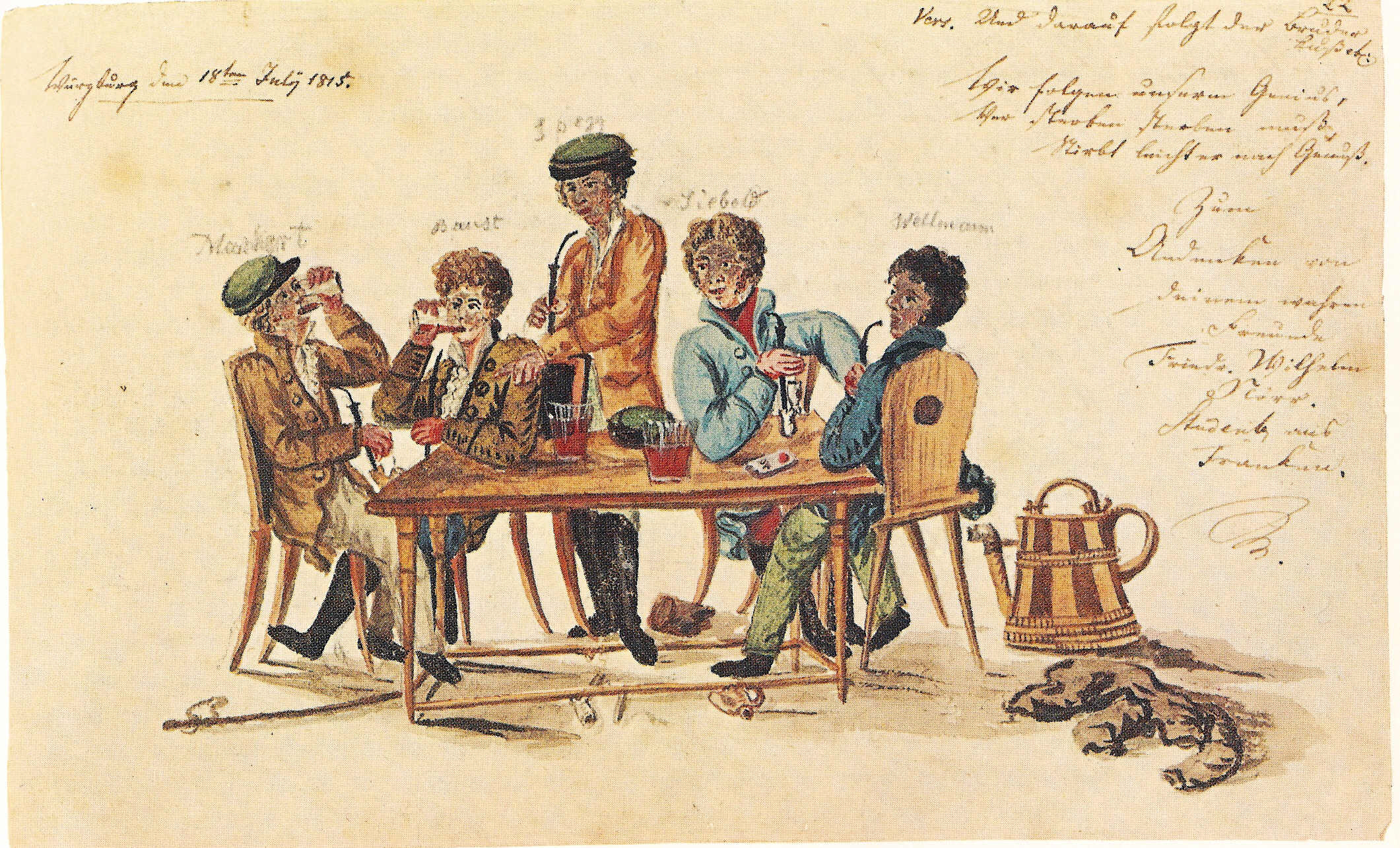
Studentisches Stammbuchblatt Würzburg vom 18. Juli 1815, aquarellierte Zeichnung, dargestellt sind Studenten des Corps Moenania Würzburg am Biertisch

- Studentisches Stammbuchblatt Würzburg vom 18. Juli 1815, aquarellierte Zeichnung, dargestellt sind Studenten des Corps Moenania Würzburg am BiertischKneipe: Dies ist eine traditionelle Feier, die in einem festgelegten Rahmen (Bier-Comment) gestaltet wird. Es werden Reden gehalten und Lieder gesungen sowie meist Bier, manchmal auch Wein getrunken. Im sogenannten inoffiziellen Teil einer Kneipe werden meist auch „Biermimiken“ von den Teilnehmern der Kneipe vorgetragen; dies sind amüsante Reden, Dialoge oder Dichtungen.
- Kommers: Dies ist die festliche und repräsentative Form der studentischen Kneipe. Kommerse finden typischerweise bei Stiftungsfesten, Stadt- oder Universitätsjubiläen statt. Dabei wird zu besonderen Anlässen ein „Landesvater gestochen“. Höhepunkt ist die Festrede, die meist von einem prominenten Kommersteilnehmer gehalten wird, der nicht unbedingt einer Verbindung angehören muss.
- Stiftungsfest: Dies ist die Feier zu jedem Jahrestag der Gründung einer Studentenverbindung. Gesellschaftlicher Höhepunkt dabei ist der Stiftungsfestball.
- Kongress/Verbandsfest/Verbandstagung: Dies ist die zentrale Veranstaltung eines Dachverbandes mit Arbeitssitzungen und gesellschaftlichen Bestandteilen (meist Kommersen und Bällen), die meist einmal jährlich oder alle zwei Jahre stattfindet.

Diese traditionellen Veranstaltungsformen finden bei einigen Verbindungen ohne weibliche Gäste bzw. bei Damenverbindungen ohne männliche Gäste statt, dies variiert jedoch beträchtlich nach Verbindung und/oder Verband. Veranstaltungen der traditionellen Art sind heute ohnehin in der Minderzahl gegenüber gemischten Veranstaltungen. Den Semesterverlauf füllen heutige Verbindungen überwiegend mit modernen Formen zwangloser Feste, die in der Regel mit Partnern und anderen Gästen in kleinem oder größerem Kreis stattfinden. Inzwischen laden viele Verbindungen mindestens einmal im Jahr alle Studenten zu einer großen Party ein, die dann oft mit mehreren hundert Teilnehmern gefeiert wird. Dazu wird das Korporationshaus, über das heute praktisch alle deutschen Verbindungen verfügen, für nichtkorporierte Besucher geöffnet.
Weitere Veranstaltungen sind primär auf die jeweiligen Schwerpunkte der Studentenverbindung ausgerichtet. So veranstalten Burschenschaften und wissenschaftliche Studentenverbindungen eine Reihe von wissenschaftlichen Abenden, musische Verbindungen Gesangsabende oder Konzerte, sportlich orientierte Verbindungen (wie Akademische Seglervereine oder Ruderverbindungen) sportliche Aktivitäten und christliche Studentenverbindungen religiöse Feiern.

## Geschichte

### Entstehung der frühen Corps
Studentenverbindungen im heutigen Sinne entwickelten sich an deutschsprachigen Universitäten seit etwa 1800. Aus dem 18. Jahrhundert wurde auch das studentische Fechten übernommen, weitergeführt und im Laufe des 19. Jahrhunderts zur Mensur weiterentwickelt.
Die Corps, die früheste Form der heutigen Verbindungen, verbanden gegen Ende des 18. Jahrhunderts äußere Elemente der Studentenorden – straffes Reglement, verbindliche Zusammengehörigkeit, geheime Identitätssymbole – mit denen der alten Landsmannschaften – lateinische Landesnamen, farblich einheitliche Kleidung (Vorläufer der Couleurs). Das Streben nach Verbindlichkeit und demokratischen Strukturen im Sinne des deutschen Idealismus legte den Grundstein für die Entwicklung der für den deutschen Sprachraum typischen Studentenverbindungen.

### Urburschenschaft und Karlsbader Beschlüsse

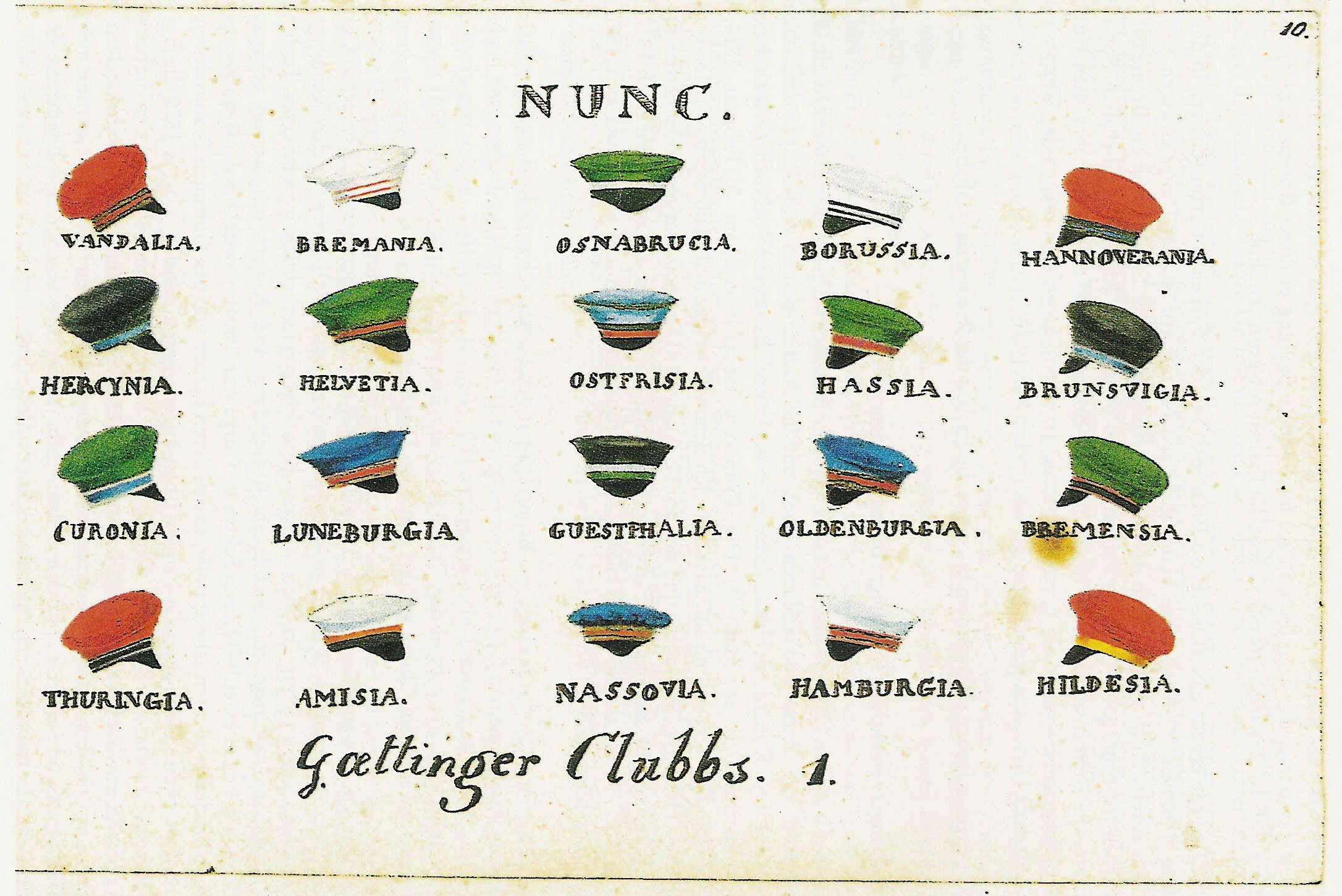

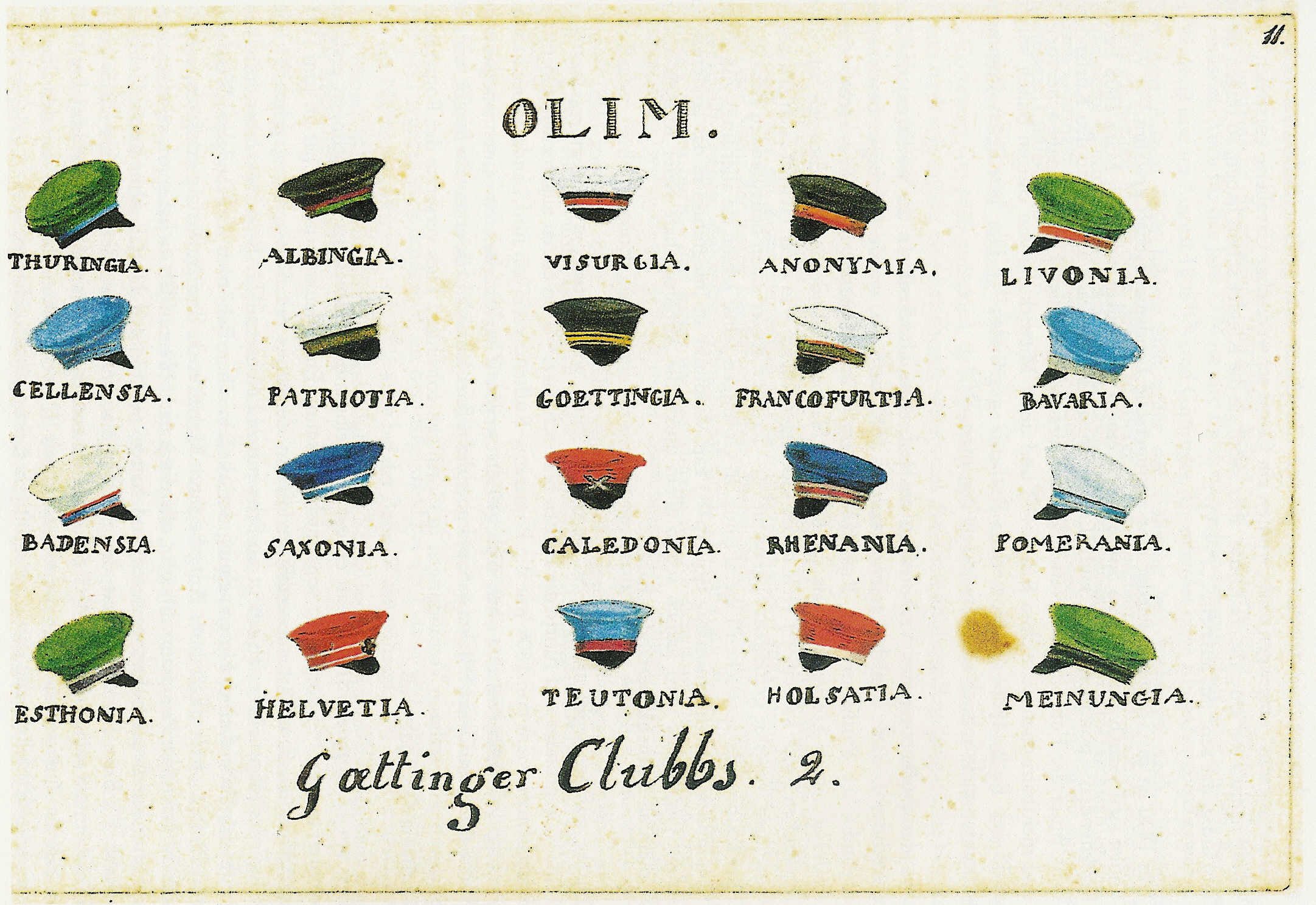

Innerhalb der frühen Corps regten sich nach den Befreiungskriegen Bestrebungen, die landsmannschaftliche Gliederung der Studenten an den Universitäten abzuschaffen und alle Studenten („Burschen“) in einer einheitlichen „Burschenschaft“ zusammenzuführen. Auch in der Politik sollte die Kleinstaaterei zugunsten eines vereinten Deutschlands abgeschafft werden. Die Bewegung breitete sich ab 1815 von Jena über den gesamten deutschen Raum aus und stellte sich in Gegensatz zu den frühen Corps. Auf dem Wartburgfest am 18. Oktober 1817 trat sie zum ersten Mal öffentlich auf. Bald zeichnete sich aber ab, dass ein deutschlandweiter Zusammenschluss aller Studenten nicht gelingen konnte.
Einen politischen Mord durch den Burschenschafter Sand nahm der Deutsche Bund 1819 zum Anlass, alle selbstverwalteten studentischen Zusammenschlüsse zu verbieten. Diese Karlsbader Beschlüsse wurden erst 1848 aufgehoben. Sie hinderten jedoch weder die Corps noch die Burschenschaften wirksam an ihrer Ausbreitung und Weiterentwicklung.

### Entstehung der Katholischen Studentenverbindungen
Katholische Studenten traten in den ersten drei Jahrzehnten des 19. Jahrhunderts nicht in organisierter Weise hervor. Dies hat seine Gründe auch im noch nicht gegründeten katholischen Vereinswesen. Erst durch die Ausstellung des heiligen Rockes in Trier 1844 wurden katholische Vereine initiiert und infolgedessen der Katholikentag gegründet. Die Gründung von Katholischen Studentenverbindungen war jedoch hauptsächlich eine Reaktion auf die Unterdrückung der katholischen Bevölkerung durch die protestantisch dominierten Regierungen der deutschen Länder.
Folglich mussten katholische Studenten bis zur Mitte des 19. Jahrhunderts, insofern sie einer Korporation beitreten wollten, bei einer der bestehenden Burschenschaften, Corps oder Landsmannschaften aktiv werden. Als die katholischen Verbindungen mehr und mehr an Bedeutung gewannen, reagierten die etablierten Verbindungen ablehnend. So wurde den katholischen Studentenverbindungen in Deutschland und Österreich von den schlagenden Verbindungen in der Geschichte oft der Vorwurf des so genannten Ultramontanismus gemacht.

### Veränderungen um 1848 und im Kaiserreich

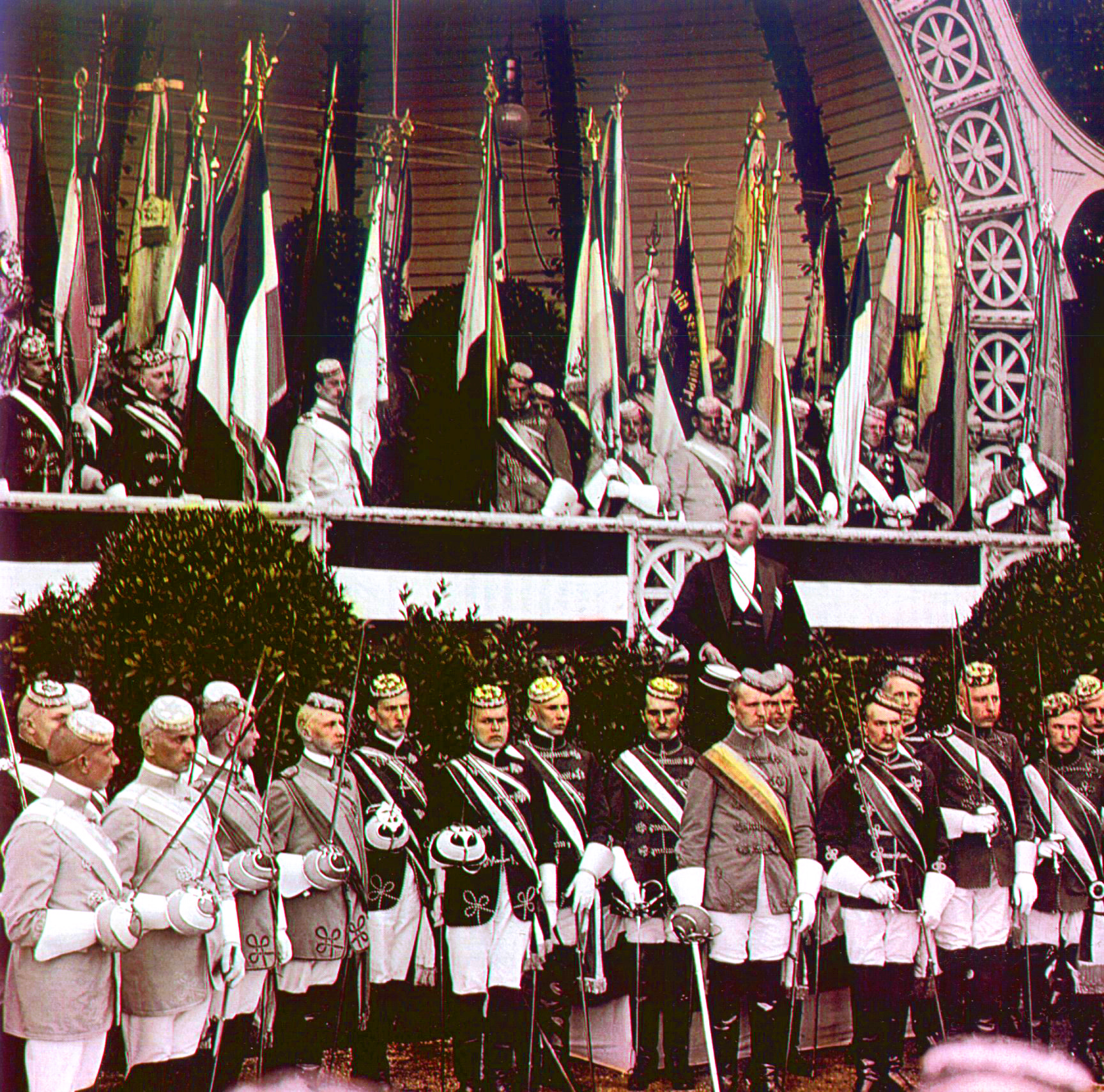
Verbindungsstudenten, handkolorierte Fotografie um 1912

Schon vor den Revolutionen von 1848 bildeten sich die ersten betont christlichen Studentenverbindungen. Denn zumindest die katholischen Studenten waren vielerorts durch Repressionen und Ausgrenzungen dazu gezwungen, sich eigenständig zu organisieren. Sie waren auch die ersten, die das studentische Fechten ablehnten. 1836 verzichtete die neu gegründete Uttenruthia zu Erlangen von Beginn an auf Duell und Mensur. Das war damals geradezu revolutionär.
Zugleich bildete sich im Umfeld der politischen Emanzipation des Bürgertums die so genannte „Progressbewegung“ an den Hochschulen, die die studentischen Traditionen abschaffen bzw. an die bürgerliche Kultur der Zeit anpassen wollte. Aus ihnen bildete sich zum einen eine neue Art von Landsmannschaften, zum anderen beförderte der Progress aber auch das Entstehen eines nichtkorporativen Vereinswesens an den Hochschulen. Durch eine „Korporatisierungsbewegung der akademischen Vereine“ ausgangs des 19. Jahrhunderts wurden sie zu den Wurzeln vieler nichtfarbentragender Verbindungen. Insbesondere entstanden infolge des Progresses in den 1850er und 1860er verstärkt akademische Turn- und Gesangvereine.
1848 hob die Frankfurter Nationalversammlung die Karlsbader Beschlüsse auf. Aus verbotenen „Untergrundorganisationen“ wurden Zusammenschlüsse der akademischen Elite, die sich zur heute existierenden Vielfalt fortentwickelten. Auch die „ehemaligen Mitglieder“ bekannten sich nun zu ihrem früheren Studentenbund. Die so mögliche engere Verbindung war die Basis für die späteren Altherrenvereine. An den Gymnasien und Oberrealschulen formierten sich in der dieser Zeit verstärkt Schülerverbindungen, die die studentischen Verbindungen in Inhalt und Form nachahmten.
Ab etwa 1850 entwickelte sich aus dem studentischen Duellwesen die Bestimmungsmensur, ein Fechten mit scharfen Waffen, das nicht mehr der Bereinigung von Ehrenhändeln diente, sondern der Charakter- und Persönlichkeitsbildung.
Zum Ende des 19. Jahrhunderts begannen sich auch die nicht-korporierten Freistudenten in so genannten Finkenschaften als „Verein der Vereinslosen“ zu organisieren und die Einrichtung gesamtstudentischer Vertretungen auf der Basis allgemeiner Wahlen einzufordern. Antisemitismus und Nationalismus ergriffen auch die meisten Studentenverbindungen. Nachdem viele von ihnen jüdische Studenten ausgeschlossen hatten, wurden erste jüdische Studentenverbindungen gegründet.
Um 1900 wurden schrittweise auch Frauen zum regulären Universitätsstudium zugelassen. Das Frauenstudium stellte den männlich dominierten Konsens an den Universitäten und damit auch in den Studentenverbindungen in Frage. Die männlichen Strukturen hatten sich in den Verbindungen so stark verfestigt, dass Änderungen daran gar nicht erst diskutiert wurden. Zwar wurde die Frage des Frauenstudiums in den Verbindungen breit diskutiert, allerdings wurde in keiner Korporation die Frage nach der Aufnahme von Frauen ernsthaft in Betracht gezogen. An Stelle von gemischtgeschlechtlichen Verbindungen entstanden Damenverbindungen. 1899 bildeten sich die ersten Damenverbindungen.

### Weimarer Republik

Verbot der letzten Korporationsverbände durch den Himmler-Erlass vom 20. Juni 1938

Die Studentenverbindungen bekannten sich auch nach der Ausrufung der Republik weiterhin zu konservativen und nationalistischen Ideen und hatten einen starken Zulauf. Der Anteil der Korporierten an der gesamten Studentenschaft stieg von etwa 30 % (1919) auf fast 60 % (1929). Ein großer Teil der Mitglieder lehnte die neue Republik spätestens seit Beginn der 1920er Jahre ab. Parteipolitische Aktivitäten blieben jedoch Sache des Einzelnen. Gleichzeitig verschärfte sich die antisemitische Grundhaltung der meisten Studentenverbindungen. Die Mehrheit der Korporationsverbände untersagte seit 1919 in ihren Statuten ausdrücklich die Aufnahme von Juden. 1921 beschlossen schlagende und nichtschlagende Studentenverbindungen das Erlanger Verbände- und Ehrenabkommen. Dieses bot erstmals eine Basis zur Beilegung von Streit zwischen diesen Gruppen. Die Kontakte zwischen Damenverbindungen und dem Teil der Studentenverbindungen, die lediglich Männer organisierten, blieben sehr gering.

Flugblatt der Bonner HJ, welches im Juni 1934 vor den Korporationshäusern und in der Stadt verteilt wurde

Die NSDAP bemühte sich früh um studentische Mitglieder und gründete 1926 den Nationalsozialistischen Deutschen Studentenbund (NSDStB). 1931 übernahm dieser die Führung in der Deutschen Studentenschaft.

### Zeit des Nationalsozialismus
Nach der nationalsozialistischen Machtergreifung setzte in den Studentenverbindungen ein Prozess der Selbstgleichschaltung ein. Ein Großteil der studentischen Mitglieder schloss sich einer nationalsozialistischen Organisation an. Die „Corpsstudentischen Monatshefte“ sprachen Anfang 1934 nicht ohne kritischen Unterton von einem regelrechten „Wettlauf der Verbände in das siegreiche nationalsozialistische Lager“. Der NS-Studentenbund strebte zeitweise die Kasernierung aller Anfangssemester in einem „Kameradschaftshaus“ an. Dafür sollten die Verbindungen ihre Häuser zur Verfügung stellen. Darüber hinaus sollten nach dem Willen der Nationalsozialisten alle Verbindungen sich von jenen Alten Herren trennen, die „nichtarisch“ oder „nichtarisch versippt“ waren. Das widersprach auf fundamentale Weise dem Lebensbundprinzip. Einige betroffene Verbindungen versuchten sich dem zu entziehen, so dass ihnen zum Schluss nur noch die freiwillige Einstellung des Aktivenbetriebes (Suspension) übrig blieb. Nachdem Rudolf Heß 1936 allen NSDAP-Mitgliedern die Mitgliedschaft in einer Studentenverbindung untersagt hatte, lösten sich die Studentenverbindungen entweder selbst auf oder wurden zwangsweise aufgelöst. Übrig blieben lediglich die Altherrenvereine. Als Alternative gründete der NS-Studentenbund „Kameradschaften“. Da die Nationalsozialisten zur Finanzierung und Unterbringung der Kameradschaften die Alten Herren und die Korporationshäuser brauchten, entwickelten sich einige dieser Kameradschaften in den folgenden Jahren unter dem Einfluss der Alten Herren zu verkappten Studentenverbindungen.
Von den 1207 Abgeordneten im Reichstag (Zeit des Nationalsozialismus) waren 67 korporiert.

### Nachkriegszeit und Studentenbewegung
Im besetzten Deutschland ließen die alliierten Militärregierungen die Neugründung von Studentenverbindungen zunächst nicht zu. Während die westlichen Militärregierungen später davon abrückten, blieb das Verbot in der SBZ und später der DDR in Kraft.
Wenige Wochen nach Gründung der Bundesrepublik Deutschland erklärte im Oktober 1949 die Westdeutsche Rektorenkonferenz (WRK) in ihrem Tübinger Beschluss: „Im Bilde der kommenden studentischen Gemeinschaft wird kein Platz mehr sein für Veranstaltungen von Mensuren, die Behauptung eines besonderen Ehrbegriffs, die Abhaltung geistloser und lärmender Massengelage, die Ausübung einer unfreiheitlichen Vereinsdisziplin und das öffentliche Tragen von Farben.“ Viele Universitäten änderten ihre Hochschulordnungen entsprechend der Forderungen der WRK. Das Verbot von Korporationen durch Universitäten wurde einige Jahre später vor Gericht für unrechtmäßig erklärt.
Aufgrund der Schwierigkeiten und der ablehnenden Haltung von verschiedenen Seiten wurden die ersten Mensuren nach dem Zweiten Weltkrieg dann auch heimlich und mit ungeklärter Rechtslage gefochten. Der Göttinger Mensurenprozess, eine gerichtliche Auseinandersetzung, die bis vor den Bundesgerichtshof getragen wurde, schaffte 1953 Klarheit. Die Mensur ist seitdem straffrei, wenn sie nicht zum Austragen von Ehrenhändeln dient und wenn die verwendeten Schutzwaffen sicherstellen, dass tödliche Verletzungen ausgeschlossen sind. Der Verzicht auf die Austragung von Ehrenhändeln mit der Waffe wurde dann auch gegenüber dem damaligen deutschen Bundespräsidenten Theodor Heuss bei einem persönlichen Treffen 1953 von den Delegationen aller maßgeblichen mensurschlagenden Verbände bestätigt.
In der DDR galten die Studentenverbindungen als Relikte der alten herrschenden Klassen und wurden nicht geduldet. Der Marxismus-Leninismus bestimmte Studieninhalte und die Grundsätze des studentischen Lebens. Erste zaghafte Bestrebungen, alte studentische Traditionen wiederzubeleben, gab es in den 1960er Jahren. In den frühen 1980er Jahren gründeten sich meist unter dem Deckmantel historischer oder Fechtvereine und unter strenger Beobachtung durch das Ministerium für Staatssicherheit die ersten Studentenverbindungen in der DDR.
Mit der seit 1965 aufkommenden Studentenbewegung erwuchs den Verbindungen starke Konkurrenz durch politische Studentenverbände. Die Rebellion der 68er Generation richtete sich gegen den „Muff“ des Bildungsbürgertums, gegen die mangelnde Bewältigung und Aufklärung des Nationalsozialismus und gegen die Verstrickung eines Teils des universitären Lehrkörpers in diese totalitäre Herrschaft.
An diesen Bestrebungen hatten die konservativen deutschen Studentenverbindungen keinen Anteil. Auch ihre Vergangenheit, ihr Verhalten besonders in der Zeit des Aufstiegs der NSDAP, aber auch ihre sonstigen Sitten und Gebräuche wurden Ziel studentischer Kritik. Darauf reagierten einige Verbindungen umso mehr mit der Bewahrung studentischer Traditionen. Daraus stammt ein Teil der heutigen Vorbehalte an manchen Universitäten gegen Studentenverbindungen.
Diese mussten seit 1968 einen relativ starken Rückgang des Anteils an Korporierten und der absoluten Mitgliederzahlen hinnehmen. Viele Verbindungen mussten sich vertagen. Einige, die bisher nur Männer aufnahmen, versuchten sich durch die Aufnahme von Frauen zu stabilisieren. Dies scheiterte jedoch in den meisten Fällen. Die rückläufige Entwicklung kam aber in den 1980er Jahren zu einem Stillstand und kehrte sich schließlich um. Viele Verbindungen, die seit 1970 vertagt wurden, haben ihren Aktivenbetrieb wieder aufgenommen. Zum Teil konnten sie hierbei von der Dienstleistungsorientierung der Sportbewegung lernen.

### Die deutsche Einheit, Europäisierung und Globalisierung
Nach der Wende von 1989 wurde es auch auf dem Gebiet der DDR wieder möglich, die früher hier ansässigen Studentenverbindungen, die in der Nachkriegszeit in den Westen gegangen waren, an den Heimatuniversitäten neu zu beleben. Viele Verbindungen gingen diesen Weg; es kam aber auch zu einigen Neugründungen.
Mittlerweile gibt es auch Bestrebungen auf europäischer Ebene, mit Studentenverbindungen in anderen Ländern zusammenzuarbeiten. Beispiele hierfür sind der 1975 gegründete Europäische Kartellverband, der erste Weltkorporationstag 2002 sowie der jährlich stattfindende „Gesamtbaltische Völkerkommers“.

## Landesspezifische Besonderheiten
Auch wenn sich die Studentenverbindungen im deutschsprachigen Raum über die Landesgrenzen hinweg stark ähneln, so gibt es dennoch einige Besonderheiten.

### Österreich

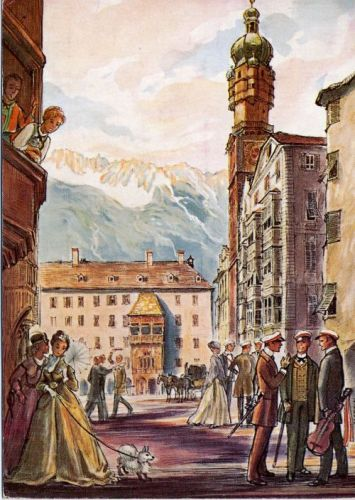
Couleurkarte: Korporierte vor dem Goldenen Dachl in Innsbruck

Die Studentenverbindungen in Österreich sind im Großen und Ganzen mit den Verbindungen in Deutschland vergleichbar. Untereinander sind sie aber tief in konfessionelle (vor allem katholische) und schlagende, national-freiheitliche Verbindungen gespalten. Gemeinsame Auftritte bei universitären oder allgemein gesellschaftlichen Veranstaltungen sind nach wie vor äußerst selten.
Auffallend ist eine parteipolitische und weltanschauliche Nähe zwischen katholischen Korporationen und der Österreichischen Volkspartei (ÖVP) einerseits sowie zwischen Burschenschaften und Freiheitlicher Partei Österreichs (FPÖ) anderseits. Die meisten Bundeskanzler aus der ÖVP sowie aus deren Vorgängern Christlichsoziale Partei und Vaterländische Front gehörten katholischen CV- bzw. ÖCV-Verbindungen an. In der FPÖ gibt es hingegen traditionell zahlreiche Mitglieder von schlagenden Verbindungen, insbesondere Burschenschaften. In der Sozialdemokratischen Partei Österreichs (SPÖ) sind heute, anders als bei ihrer Gründung, Mitglieder von Studentenverbindungen kaum vertreten.
Als Eigenart des österreichischen Couleurstudententums mag der Akademische Bund Katholisch-Österreichischer Landsmannschaften gelten, der in der Tradition der legitimistischen Studentenverbindungen steht und noch heute enge Verbindungen mit dem Haus Habsburg pflegt.

### Schweiz

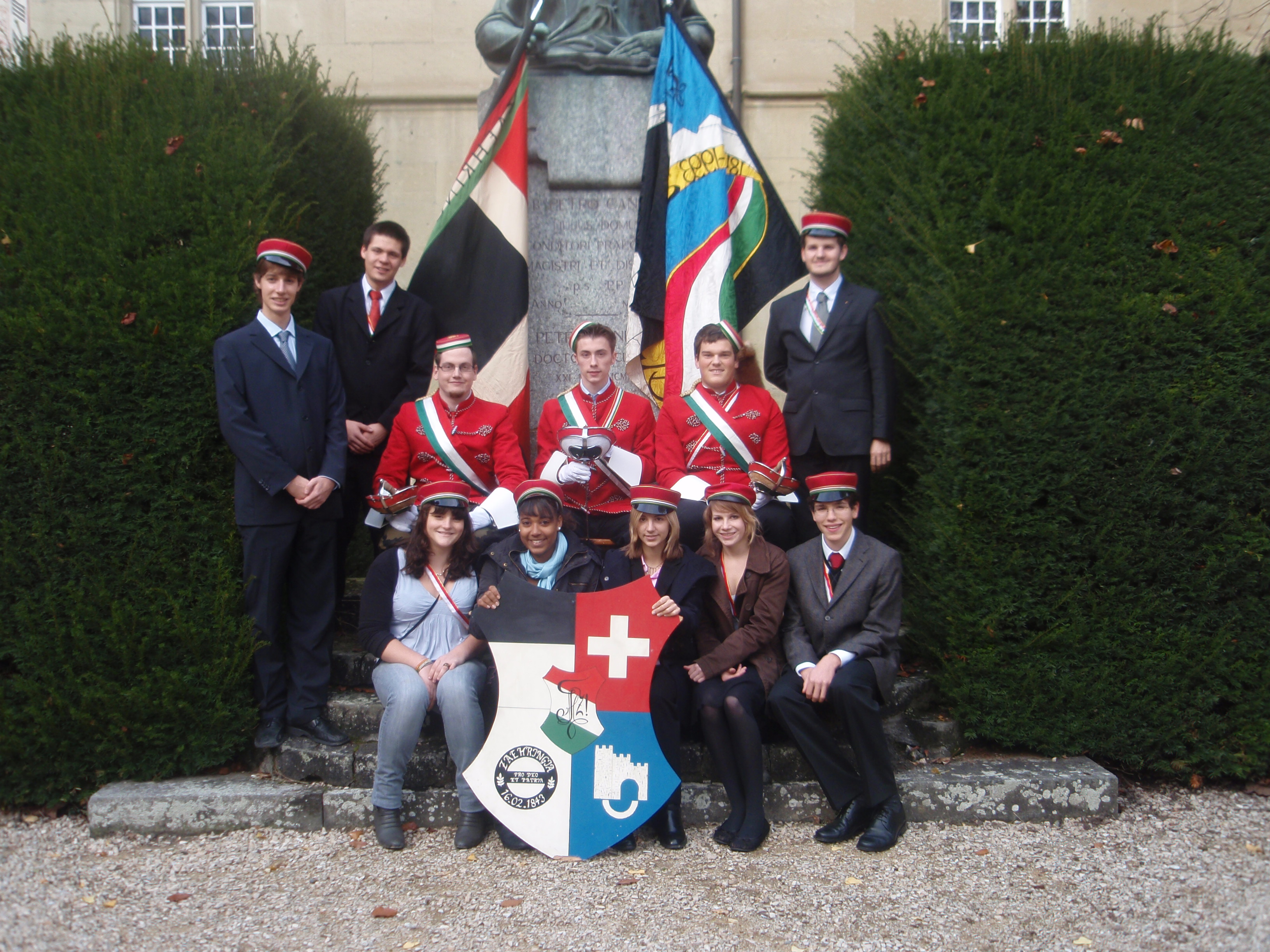
GV Zähringia

Studentische Gesellschaften sind in der Schweiz seit dem 18. Jahrhundert belegt. Die einzige Schweizer Universität war die 1460 gegründete Universität Basel; sonst gab es in der deutschsprachigen Schweiz nur kleinere Bildungseinrichtungen im Range von Akademien und Kollegien ohne Promotionsrecht. Daher prägte sich die studentische Kultur dort weniger stark aus.
Viele Schweizer gingen zum Studium nach Deutschland, wo sie im frühen 19. Jahrhundert viele landsmannschaftlich ausgerichtete Corps namens Helvetia gründeten. Als in den frühen 1830er Jahren die protestantischen Universitäten Zürich und Bern gegründet wurden, kamen viele Schweizer Studenten wieder in ihr Land zurück und brachten die studentischen Bräuche aus Deutschland mit. In diesen Jahren begannen die ersten Schweizer Verbindungen Couleur zu tragen und Mensuren zu fechten.
Das Korporationswesen in der Schweiz ähnelt heute dem in Deutschland und Österreich, die drei großen Korporationsverbände der Schweiz (Schweizerischer Zofingerverein, Studentenverbindung Helvetia und Schweizerischer Studentenverein) entstanden allerdings nicht aus Zusammenschlüssen einzelner Verbindungen, sondern wurden von Anfang an als Verbände gegründet. Außerdem gehören ihnen sowohl Studenten- als auch Schülerverbindungen an. Die schlagenden Verbindungen der Schweiz sind zum größten Teil im Schweizerischen Waffenring (SWR) organisiert.
In der Romandie existieren französischsprachige Verbindungen nach deutschem Vorbild. Neben mehrsprachigen Verbänden gibt es mit der Stella Helvetica und der Société d’Étudiants de Belles-Lettres auch rein französischsprachige.

### Liechtenstein
In Liechtenstein gibt es zwar vier Hochschulen (Universität Liechtenstein, Private Universität im Fürstentum Liechtenstein, Internationale Akademie für Philosophie, Liechtenstein-Institut), die meisten Studenten absolvieren ihr Studium aber im Ausland, vorwiegend in Österreich und der Schweiz.
In Liechtenstein gibt es zum einen die als Ferialverbindung gegründete Korporation L.A.V. Rheinmark, zum anderen besteht an der Universität Liechtenstein die Landsmannschaft Invictus zu Vaduz.

## Verbindungen außerhalb des deutschen Sprachraums

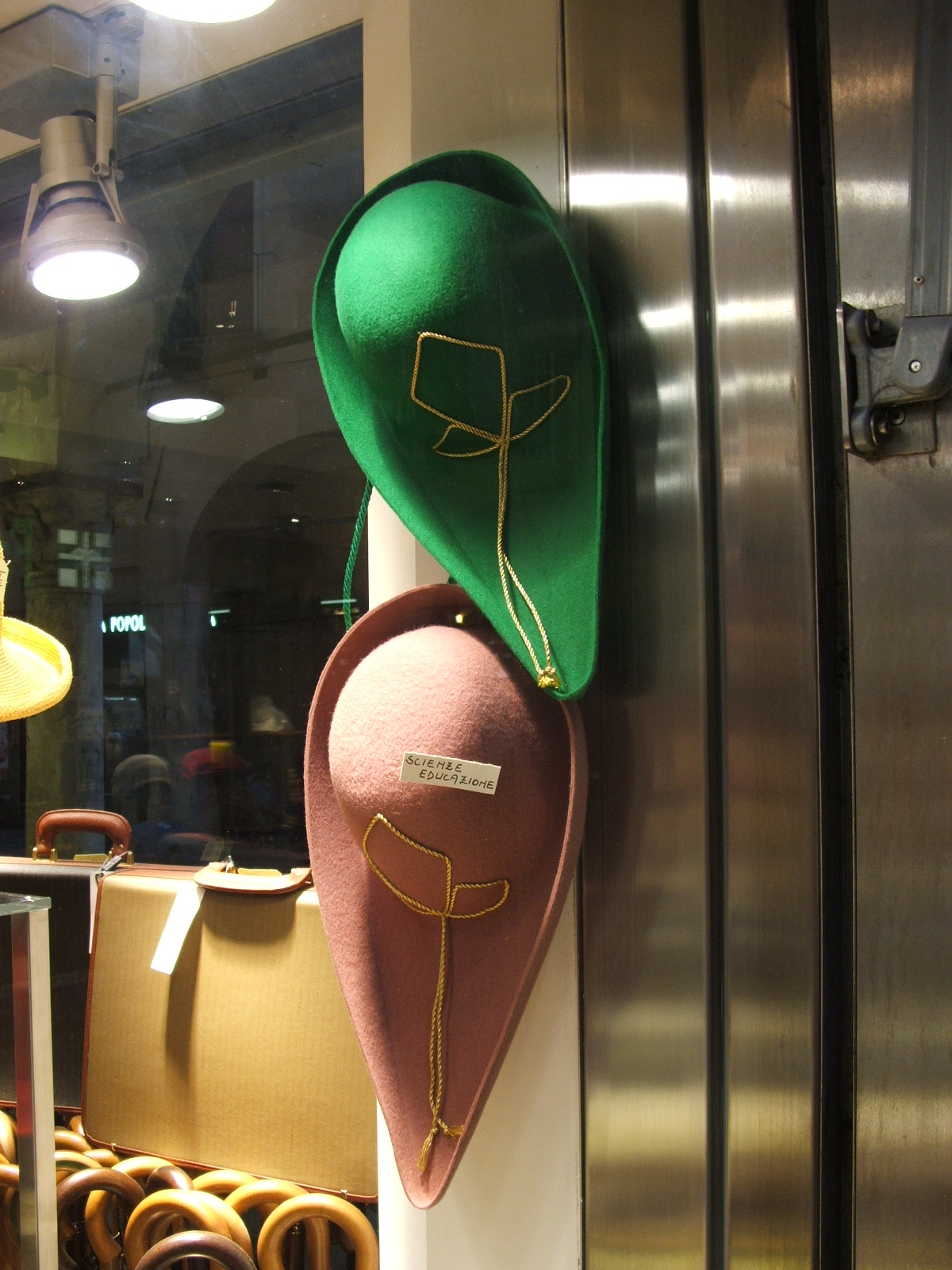
Typische Mütze der italienischen Goliarden

Auch außerhalb des deutschen Sprachraums gibt es Studentenverbindungen. Zu unterscheiden ist dabei zwischen den Verbindungen Mittel- und Osteuropas, die mit den deutschsprachigen eine gemeinsame Tradition haben, Sonderfällen wie Chile und Japan, wo es ebenfalls Studentenverbindungen „deutscher Tradition“ gibt, und anderen Ländern mit Studentenverbindungen und -vereinen eigenständiger Traditionen.
Die bekanntesten Studentenvereine in anderen Ländern sind:
- Fraternities und Sororities in Nordamerika;
- Tunas, Vereinigungen von Studenten in Spanien, Portugal und verschiedenen Ländern Lateinamerikas;
- Goliarden in Italien (ehemals auch in der italienischen Schweiz), die seit dem 19. Jahrhundert traditionelle studentische Bräuche pflegen;
- Studentnationen an den traditionsreichen Universitäten in Schweden und Finnland: Uppsala, Lund und Helsinki;[39]
- Corps aus dem Baltikum oder Corpos aus Frankreich, die inhaltlich keine Ähnlichkeit mit den deutschen Corps haben,
- und die katholischen Korporationen des Aller Heiligen Convents in den Niederlanden.

## Liste der Listen von Verbindungen
In der Liste der Listen von Studentenverbindungen sind die Studentenverbindungen und Schülerverbindungen nach Stadt, Korporationsart, Korporationsverband oder Korporationsnamen verzeichnet.

## Aktuelle Kontroversen

### Häufige Kritikpunkte

#### Hierarchische Strukturen
Der Politik- und Geschichtslehrer Dietrich Heither attestiert den Verbindungen ein „hierarchisches Gesellschaftsbild, das ein natürliches Oben und Unten kennt“. Kritisiert wird dabei, dass „weniger fachliches Können oder Leistung, also wissenschaftliche Autorität, […] das korporierte Autoritätsverständnis [bestimmen], vielmehr Vorstellungen von Herrschaftsgewalt und Machtbesitz“. Die Unterordnung ziele seit der Kaiserzeit auf die Formung der Persönlichkeitsstruktur des Einzelnen, welche „eine hohe Abhängigkeit des individuellen Gewissens von der Meinung anderer Menschen“ impliziere. Diese, so Heither weiter, sei „nicht nur für das Militär funktional, sondern für eine autoritäre Gesellschaft bzw. eine hierarchisch gegliederte Gesellschaftsordnung schlechthin“. Herausragende Bedeutung komme dabei der Mensur zugute.

#### Bildung von Seilschaften
Von Teilen der Kritiker wird das Lebensbundprinzip von Studentenverbindungen als ein System dargestellt, mit dem gezielt Aufstiegschancen für Jungakademiker beeinflusst würden. Statt der eigenen Leistung seien dort aufgebaute Beziehungen maßgeblich für die spätere Karriere eines Mitglieds. Heither spricht in diesem Zusammenhang von „Günstlingswirtschaft“. Bei einem Beratungsinstitut für junge Akademiker heißt es lapidar: „Hauptzweck der Verbindungen ist, sich gegenseitig in Posten zu hieven“. Das Antifaschistische Pressearchiv und Bildungszentrum Berlin schreibt:

„Das Lebensbundprinzip ist die Ursache dafür, dass Studentenverbindungen Seilschaften herausbilden. Verbindungsstudenten, die im Berufsleben stehen (Alte Herren), protegieren jüngere Verbindungsmitglieder – nicht selten mit Erfolg. So mancher Verbindungsstudent gelangt auf diesem Wege in hohe Positionen, was das Selbstbild der Studentenverbindungen stützt, die akademische Elite zu sein.“

Der Vorwurf der Seilschaften wird von den Studentenverbindungen jedoch zurückgewiesen. In der modernen Arbeitswelt sei es nicht möglich, Menschen mit unzureichenden Qualifikation allein durch Netzwerke auf wichtige Posten zu hieven. Solche Versuche würden jedoch auf die Studentenverbindung zurückfallen. Außerdem würde ein solches Verhalten den Grundüberzeugungen von Studentenverbindungen widersprechen, dass Menschen selbst die Verantwortung für ihr eigenes Leben übernehmen sollen. Netzwerke innerhalb der Studentenverbindungen können jedoch helfen, Praktikumsstellen zu vermitteln oder auf Jobgesuche aufmerksam zu machen.

#### Frauenbild
Traditionell gibt es nur wenige gemischtgeschlechtliche Verbindungen und auch vergleichsweise wenige Damenverbindungen. Alexandra Kurth bezifferte 2004 die Anzahl der Verbindungen, die potentiell Frauen aufnahmen, auf 10 %. Den gesamten Anteil von Frauen aller Verbindungen inklusive der reinen Damenverbindungen schätzte sie auf zwischen 1 % und 5 %. Seit 2000 gab es jedoch eine "Art Gründungsboom", sodass es mittlerweile über 100 aktive und vertagte Damenverbindungen allein in Deutschland gibt (siehe auch: Liste der Damenverbindungen). Laut einer Schätzung von Anne Mielke lag der Anteil von Frauenverbindungen 2022 bei ca. 5 %.
Das Prinzip des Männerbundes sei laut Heither seit dem 18. Jahrhundert kultiviert und zum Teil im Comment verbindlich gemacht worden. Anfang des 19. Jahrhunderts habe sich ein „patriotisch-militärischer Männlichkeitsentwurf“ in den Studentenverbindungen durchgesetzt.
Laut Diana Auth und Alexandra Kurth sei die Mensur auch dazu bestimmt gewesen, „Verweichlichung“ und „Verweiblichung“ aus den Verbindungen herauszuhalten. Sie bemängeln, dass bei Männerbünden Frauen lediglich als „schmückendes Beiwerk“ gälten, das nur zu festlichen Anlässen im Verbindungshaus erscheinen solle. Befürworter halten dem entgegen, dass die Geschlechtertrennung primär historische Gründe habe, da zu dem Zeitpunkt, als die ältesten heute noch bestehenden Verbindungen entstanden, Frauen noch gar nicht zum Studium zugelassen waren (siehe auch: Frauenstudium), und diese Regelung aufgrund der „Sitten und Gebräuche auf dem Haus“ geboten sei. Andere Verbindungen haben sich aufgrund verschiedener Gründe (meist Mitgliedermangel) seit den 1968ern und auch in den letzten Jahren (Stand 2024) Frauen geöffnet, d. h. sie sind zu gemischten Verbindungen geworden (siehe auch: Liste der gemischten Studentenverbindungen).

#### Rechtsextreme Tendenzen
Das Dokumentationsarchiv des österreichischen Widerstandes (DÖW) und Spiegel Online sehen bei einzelnen Burschenschaften der Burschenschaftlichen Gemeinschaft (BG) ideologische und personelle Bezüge zum Rechtsextremismus. Jens Mecklenburg und Dietrich Heither sahen in den 1990er Jahren auch bei manchen Verbindungen des Coburger Convents, den Vereinen Deutscher Studenten und dem Wingolfbund rechtsextreme Tendenzen, etwa den Anspruch auf ehemalige deutsche Ostgebiete und Ausländerfeindlichkeit. Beim Wingolfbund wurden entsprechende Verbindungen wegen Unvereinbarkeit mit den Grundprinzipien des Bundes inzwischen ausgeschlossen. Kritiker verweisen unter anderem darauf, dass Mitglieder einiger Burschenschaften auch rechtsextremen Gruppen angehörten und einige Verbindungshäuser Räume und Publikum für Vorträge bekannter rechter Ideologen anboten. Diese betrachteten die Burschenschaften als Schnittstelle zur bürgerlichen Rechten und hätten sich entsprechend in rechtsextremen Publikationen geäußert. Manche Verfassungsschutzämter bestätigen solche Kontakte.
Die Bundesregierung antwortete 2007 auf eine kleine Anfrage der Fraktion Die Linke, ob sie bei der DB „Anzeichen für eine inhaltliche Nähe zur extremen Rechten“ sehe:

„Die ganz überwiegende Zahl der Mitgliedsburschenschaften unterhält keine Kontakte zu Rechtsextremisten. Aus Auftritten rechtsextremistischer Referenten auf einzelnen Häusern von Burschenschaften des Dachverbandes ‚Deutsche Burschenschaft‘ (DB) kann nicht auf eine inhaltliche Nähe des Dachverbandes zum Rechtsextremismus geschlossen werden.“

Im Jahr 2011 sorgte ein auf dem Burschentag der Deutschen Burschenschaft eingebrachter Antrag für große mediale Aufmerksamkeit, der den Ausschluss der Burschenschaft Hansea Mannheim forderte, weil diese einen chinesischstämmigen Deutschen als Mitglied aufgenommen hatte. Der Antrag wurde nicht verhandelt. Aufgrund der stärker werdenden rechten Tendenzen in der Deutschen Burschenschaft traten in den folgenden Jahren über 40 Burschenschaften aus dem Dachverband aus.
Im Februar 2013 zitierte die Allgemeine Zeitung aus Mainz den verbindungskritischen Autor Stephan Peters, der auf einer Veranstaltung über Studentenverbindungen im Allgemeinen sowie Burschenschaften im Speziellen referierte und dabei auf die Komplexität des Themas verwies:

„Das Problem an der Debatte, laut Peters, sei, dass nicht genug differenziert würde. Er erklärt, dass es einen Unterschied zwischen rechtsextremen Burschenschaften, studentischen Verbindungen und Corps gebe, die alle in der öffentlichen Meinung in einen Topf geworfen würden. Corps etwa legten großen Wert auf Toleranz und hielten sich politisch neutral, im Gegensatz zu den Burschenschaften.“

Eine Ursache dafür, dass sich in Burschenschaften und anderen schlagenden Studierendenverbindungen mit höherer Wahrscheinlichkeit Anfälligkeit für rechtsextreme Ideologie oder Elementen davon fänden, sieht die Politikwissenschaftlerin Alexandra Kurth in der dort praktizierten „Erziehung zur Härte, eine[r] Erziehung zur Gleichgültigkeit gegen den Schmerz, eine[r] Erziehung zu Empathielosigkeit“.

### Unvereinbarkeitsbeschlüsse der SPD
Am 25. Juni 1954 beschloss die SPD auf ihrem Berliner Parteitag, dass die Mitgliedschaft in akademischen Studentenverbindungen, die dem Convent Deutscher Korporationsverbände angehören, unvereinbar mit der Mitgliedschaft in der SPD sei. 1967 beschloss der Parteivorstand der SPD nach Gesprächen mit studentischen Verbänden, diese Unvereinbarkeit wieder aufzuheben.
Vor allem die Jungsozialisten hielten jedoch an der Distanz zu den Verbindungen fest; ihre Hochschulgruppen schlossen Verbindungsmitglieder aus ihren Reihen aus. Im Bundestagswahlkampf 2005 kritisierten sie Auftritte prominenter Parteimitglieder wie Friedhelm Farthmann und Egon Bahr bei Veranstaltungen von Verbindungen:

„Burschenschaften behandeln Menschen ungleich, Frauen werden oft wegen ihres Geschlechts strukturell benachteiligt. Für viele Burschenschaften sind rassische Kriterien, Nationalität, sexuelle Orientierung, Religion oder die Wehrdienstverweigerung Ausschlusskriterien für eine Aufnahme. […] Wir halten es für nicht akzeptabel, wenn Sozialdemokratinnen und Sozialdemokraten durch Reden vor Burschenschaften daran mitwirken, dass Burschenschaften an Einfluss gewinnen und ihr elitäres und undemokratisches Weltbild salonfähig wird.“

Der Bundesparteitag der SPD in Karlsruhe beauftragte den Parteivorstand am 16. November 2005, zu prüfen, ob die „Mitgliedschaft in einer studentischen Burschenschaft oder in einem Corps“ grundsätzlich für unvereinbar mit der Mitgliedschaft in der SPD erklärt werden könne. Am 27. März 2006 beschlossen Präsidium und Vorstand der SPD, dass die Mitgliedschaft in einer Burschenschaft der Burschenschaftlichen Gemeinschaft (BG) nicht mit einer SPD-Mitgliedschaft vereinbar sei. Der Parteirat der Bundes-SPD stimmte diesem Beschluss am 24. April zu.
Im Juni 2007 wurde der Ausschluss eines Burschenschafters aufgrund dieses Beschlusses vom Landgericht Berlin aufgehoben, da das vom Parteiengesetz vorgesehene Verfahren nicht eingehalten wurde. Im Juni 2006 gründeten korporierte Sozialdemokraten den Lassalle-Kreis mit dem Ziel, positiv auf das Verständnis zwischen Partei und Verbindungen einzuwirken. Am 23. Juni 2014 beschloss der SPD-Parteivorstand, dass auch die Mitgliedschaft in einer Burschenschaft der Deutschen Burschenschaft (DB) unvereinbar mit einer SPD-Mitgliedschaft sei.

### Gewalt gegen Studentenverbindungen
Historisch sind gewaltsame Auseinandersetzungen unter Studenten wie auch insbesondere mit Handwerkern und anderen Gruppierungen belegt und mit einer der Gründe für das Privileg des Waffentragens. Der Umgang mit sowie der Einsatz von handgreiflicher Gewalt ist seit den 1950er Jahren deutlich tabuisiert. Der relative Anteil der Verbindungsstudenten an der Studentenschaft ist deutlich gesunken.
Zu Beginn der 2010er Jahre wurden Anfeindungen und gewaltsame Ausschreitungen gegenüber Verbindungsstudenten vermehrt öffentlich bekannt gemacht und thematisiert. Dabei sind teilweise erhebliche Gewalttaten gegen Menschen und Gegenstände wie auch systematische Störungen öffentlicher Veranstaltungen in Couleur anzutreffen. In einigen Universitätsstädten waren Verbindungshäuser Ziel von Vandalismus, wurden zum Beispiel mit Farbbeuteln und Steinen beworfen oder in Brand zu setzen versucht. Zusammenkünfte von Verbindungsstudenten in der Öffentlichkeit mussten teilweise von der Polizei geschützt werden. Eine kurzfristig abgesagte Fuxentaufe der Göttinger Burschenschaft Hannovera am Himmelfahrtstag 2011 hätte unter Polizeischutz gestellt werden sollen, nachdem Hinweise auf gewaltbereite Gegendemonstrationen vorlagen. Beim Marburger Marktfrühschoppen kam es jahrelang zu Störungen der Veranstaltung.
Im Januar 2011 präsentierte der Convent Deutscher Akademikerverbände (CDA) bei einer Pressekonferenz in Frankfurt erstmals eine eigene Statistik, die Gewalt gegen Studentenverbindungen thematisierte. Diese nannte für das Jahr 2010 in Deutschland und Österreich „über 100 Straftaten gegen Mitglieder von Studentenverbindungen sowie gegen deren Eigentum“. In den meisten Fällen handelte es sich um Vandalismus, es habe aber auch zehn Fälle von schwerer Körperverletzung und fünf schwere Brandstiftungen an Verbindungshäusern und Autos gegeben. Der Leiter des Zentralen Kriminaldienstes der Polizeiinspektion Göttingen bestätigte gegenüber der HNA, es würde etwa einen Vorfall pro Monat geben. Laut dem Vorsitzenden des Convents Joachim Schön würden „zum Teil nur widerwillig“ Strafanzeigen bei der Polizei aufgenommen. In der Statistik des CDA für das Folgejahr wird eine Zunahme der Gewalttaten angegeben, insbesondere bei Brandstiftungen, deren Zahl von fünf im Jahr 2010 auf 13 im Jahr 2011 gestiegen sei.
Bei einer Pressekonferenz zur Bilanz des österreichischen Bundesamtes für Verfassungsschutz und Terrorismusbekämpfung (BVT) für den Beobachtungszeitraum 2010 erklärte Peter Gridling, der Direktor des BVT, Korporationen würden bei sogenannten „Burschenschaft-Safaris“ und „Run-Ins“ politischer Gegner ganz gezielt bei internen Veranstaltungen gestört und provoziert. Dabei komme es regelmäßig zu Gewaltanwendungen hauptsächlich gegenüber einschreitenden Polizisten.

## Forschung
Die Studentengeschichte ist ein Forschungsgebiet der Universitätsgeschichte und beschäftigt sich mit der Kultur- und Sozialgeschichte der Studenten vom Mittelalter bis in die Gegenwart. Das Forschungsfeld war lange Zeit das Revier von Hobbyhistorikern aus dem Umfeld der Studentenverbindungen selbst. In jüngerer Zeit finden studentenhistorische Fragestellungen verstärktes Interesse im akademischen Diskurs. So insbesondere im Institut für Hochschulkunde in Würzburg, wo auch einige Archive der Verbände untergebracht sind.
Die Betrachtungen beziehen auch informelle Zusammenschlüsse im Gefolge etwa der politischen Wende in der DDR mit ein.
Im Wintersemester 2010/11 wie in den darauffolgenden Jahren fand an der TU Dresden unter dem Titel Füxe, Kneipen und Couleur – Studentenverbindungen in Vergangenheit und Gegenwart eine erste Ringvorlesung an einer deutschen Universität statt, die auf wissenschaftlichem Niveau der Thematik „Studentenverbindungen“ gewidmet war.
Das zunehmende Interesse und verbesserte Analyseinstrumente an und für soziale Netzwerke schlagen sich ebenso in der Forschung zu den Verbindungen nieder. Beispiele umfassen die Geschichte des Maschinenbaus, wo die Zugehörigkeit zu Studentenverbindungen oft die engsten Relationen der untersuchten Universitätsprofessoren wiedergibt, wie auch die Forschung zu den amerikanischen Fraternities und Sororities.

### Verzeichnisse
- Ernst-Günter Glienke: Civis Academicus 2005–2006, Handbuch der deutschen, österreichischen und schweizerischen Korporationen und studentischen Vereinigungen an Universitäten und Hochschulen sowie Schülerverbindungen. Redaktion: Ernst Thomas. SH, 2004, ISBN 3-89498-149-0 (Hrsg.): Gemeinschaft für deutsche Studentengeschichte. Detaillierte Liste (mit Kurzvorstellungen) aller existierenden Studentenverbindungen deutscher Prägung. Ein Eintrag im „Civis“ zählt teilweise in der sehr heterogenen Welt der Studentenverbindungen als Unterscheidungsmerkmal, ob eine Gesellschaft als Verbindung oder sonstiger Verein gelten kann.
- Christian Helfer: Kösener Brauch und Sitte. 2. Auflage. 1991, ISBN 3-9801475-2-5.
- Hartmut H. Jess: S. C. C. 2000 (Specimen Corporationum Cognitarum) – Das Lexikon der Verbindungen. CD-ROM, SH, 2000. Auf dieser CD-ROM sind die Daten von 12.000 Verbindungen und Vereinen zusammengestellt.
- Alexandra Kurth: Männer – Bünde – Rituale. Studentenverbindungen seit 1800. Campus, Frankfurt 2004, ISBN 3-593-37623-7.
- Harald Lönnecker: „… der deutschen Studentenschaft und unserem Rechtsleben manchen Anstoß geben“ – Zwischen Verein und Verbindung, Selbsthilfeorganisation und Studienvereinigung. Juristische Zusammenschlüsse an deutschen Hochschulen ca. 1870–1918 (= Rostocker Rechtsgeschichtliche Reihe, Band 13). Shaker Verlag, Aachen 2013, IX u, ISBN 978-3-8440-2166-0.

### Historische Werke
- Max Bauer: Sittengeschichte des deutschen Studententums. Dresden o. J. (um 1930)
- Michael Doeberl, Otto Scheel, Wilhelm Schlink, Hans Sperl, Eduard Spranger, Hans Bitter und Paul Frank (Hrsg.): Das Akademische Deutschland, 4 Bände, 1 Registerband von Alfred Bienengräber. C. A. Weller Verlag, Berlin 1931.
- Richard Fick: Auf Deutschlands hohen Schulen. Berlin, Leipzig 1900.
- Ludwig Golinski: Die Studentenverbindungen in Frankfurt a. O. Ulan Press, 1903.
- Friedhelm Golücke et al. i. A. der Gemeinschaft für deutsche Studentengeschichte: Auf Deutschlands Hohen Schulen. Fotomechanischer Nachdruck der Ausgabe Berlin 1900. SH, Köln 1997, ISBN 3-89498-042-7.
- Karl Konrad: Bilderkunde des deutschen Studentenwesens. 2. Auflage. Breslau 1931. Nachträge und Ergänzungen, Breslau 1935.
- Friedrich Schulze, Paul Ssymank: Das deutsche Studententum von den ältesten Zeiten bis zur Gegenwart. 4. Auflage. Verlag für Hochschulkunde, München 1932.
- Paul Ssymank: Bruder Studio in Karikatur und Satire. Stuttgart 1929.